# أيمن ذو الغنى
أيمـن أحمد ذو الغـنى (ولد 1393هـ/ 1974م) أديب وكاتب سوري، ومحرِّر وباحث ومحقِّق، ومشرف لغوي وويكيبيدي. هو عضو عاملٌ برابطة الأدب الإسلامي العالمية، ورابطة أدباء الشام، ورابطة الكتَّاب والأدباء العرب. شارك في تأسيس شبكة الألوكة الإلكترونية، وكان أولَ رئيس لتحريرها، وعمل مديرًا تنفيذيًّا لدار الألوكة للنشر، ومستشارَ التحرير بشركة تَوْق الإعلامية للأبحاث، إحدى شركات المجموعة السعودية للأبحاث والإعلام (SRMG). وله الكثير من الأعمال العلمية في مجال البحث والتأليف والتحقيق.
وهو أول من طبَّق نظريةَ الاكتساب الفطري للغة العربية الفصحى على ولده أحمد، وَفقَ منهج واضع النظرية الدكتور عبد الله الدنَّان. وفاز عام 2007 بجائزة القارئ النَّهِم. نشر عشَرات المقالات في اللغة والأدب والسِّيَر والتراجم في الصحف والمجلَّات المحكَّمة والثقافية والأدبية.
يُسهم أيمن في ويكيبيديا العربية ولديه حساب باسم أيمن 1974 (ن).

## نسبه وولادته
هو أبو أحمد، أيمن بن أحمد بن محمد علي بن حسن بن محمود بن طالب، بن محمد ذو الغنى القُرَشي، يرجع نسبه إلى الصحابي عَمرِو بن العاص بن وائل السَّهْمي القُرَشي الكِناني .
وُلد في حي الميدان بدمشق، يوم الثلاثاء 8 ذي الحِجَّة 1393هـ الموافق 1 يناير 1974م، لوالدين دمشقيين، فأبوه أحمد ذو الغنى من أعلام الفيزيائيين في سورية، وأمُّه ناديا بنت ياسين الداودي الحافظة المربية. ويقيم أيمن في الرياض منذ عام 1422هـ/ 2001م.

## دراسته وتحصيله
تلقَّى العربية على أيدي أساتذة متقنين في اللغة في مراحل التعليم المختلفة، منهم: في المرحلة المتوسطة (مدرسة ابن الأثير) الأستاذان أحمد قَبِّش، وتيسير قلعه جي (قلعجي)، وفي المرحلة الثانوية (ثانوية سمير النحاس، وثانوية بور سعيد) الأستاذ محمد الحواصلي، والأستاذة لبابة الكِيلاني، ومفتِّش اللغة العربية والمشارك في تأليف مقرَّراتها الأستاذ ياسر علايا.
درس في المعهد الشرعيِّ للعلوم الإسلاميَّة (المدرسة الأمينيَّة) بدمشق، الدوام الصَّيفي، مدَّة ستِّ سنوات، ومن أهمِّ شيوخه وأساتذته فيه: عبد القادر الأرناؤوط في  مصطلح الحديث، وكُريِّم راجِح في الفقه الشافعي، وهشام الحِمصي في اللغة والأدب، ومحمد شُقَير في الفقه الشافعي، ود. محمد أبو الخير شُكري في أصول الفقه، وأنس عبُّود في النحو والصرف، وحسين مارديني في التفسير، ونَعِيم الحَرِيري في فقه السيرة. ودرس أيضًا في حلَقات مسجد زيد بن ثابت الأنصاريِّ بدمشق، فتَلمَذَ فيه على سارية الرفاعي، وأسامة العاشق، ومحمد فايز عوض، وغيرهم.
تخرَّج في قسم اللغة العربيَّة في كلِّية الآداب بجامعة دمشق عام 1999، وسجَّل موضوع أطروحة علميَّة لمرحلة الماجستير في كليَّة اللغة العربية بجامعة أمِّ درمان، في الدراسات المُعجميَّة.
وتلقَّى علوم العربية وانتفع بعدد من كبار الأساتذة سوى أساتذته في كلِّية الآداب، من أشهرهم: محمد علي حَمْد الله، ويوسف الصيداوي، وصلاح الدين الزَّعْبَلاوي، ومطيع البَبِّيلي، وعبد الله الدنَّان، وعز الدين البدوي النجَّار، وعاصم بن محمد بهجة البَيطار، ومروان البوَّاب، ومكي الحسني الجزائري، وعبد القدوس أبو صالح، ووليد القصَّاب، ويحيى مير علم.

### إجازاته
نال عددًا من الإجازات في علم الحديث منها إجازاتٌ بسماع الكتب التسعة (الكتب الستة، وموطَّأ مالك، ومسند أحمد، وسنن الدارمي)، وعددٍ من المتون العلميَّة في التوحيد والفقه والحديث واللغة، وإجازاتٌ أُخرى عامَّة وخاصَّة من عددٍ من كبار العلماء المُسنِدين، كإجازاته من المشايخ: ظهير الدين الرحماني المباركفوري الهندي، وعبد الرحمن بن عبد الحي الكَتَّاني المغربي، وصبحي البدري السامرَّائي العراقي، ومحمد إسرائيل النَّدْوي السلفي الهندي، وعبد الشكور فيَّاض الأرَكاني البَرْماوي، وعبد الله بن عبد العزيز العقيل النجدي، ومحمد أكبر الفاروقي الهندي، وثناء الله عيسى خان المدني الباكستاني، وعبد الغني الدقر الدمشقي، وعلي محمد توفيق النحاس المصري، وأحمد خان الباكستاني (تلميذ عبد العزيز الميمني الراجكوتي)، ومحمد يونس الجَوْنْفُوري السَّهارَنْفُوري الهندي، وعصام العطارالدمشقي، ومحمد أمين سراج التركي، ومحمود ميرة الحلبي، ومحمد زهير الشاويش المَيداني الدمشقي.

## أساتذته
من أشهر أساتذته في كلية الآداب بجامعة دمشق:
- عبد الحفيظ السَّطلي، أستاذ الأدب الجاهلي، وأدب العصر الإسلامي.
- محمَّد أحمد الدَّالي، أستاذ النحو والصرف.
- نبيل أبو عمشة، أستاذ النحو والصرف.
- محمَّد حسَّان الطيَّان، أستاذ اللسانيات والصوتيات.
- إبراهيم عبد الله، أستاذ النحو والصرف.
- عبد الكريم حسين، أستاذ النقد العربي القديم.
- علي الكُردي، أستاذ الأدب الأندلسي والمغربي.
- مسعود بوبو، أستاذ المكتبة العربية وفقه اللغة.
- عبد الفتاح محمد، أستاذ فقه اللغة.
- نور الدين عتر، أستاذ علوم القرآن وعلوم الحديث.

## عمله ووظائفه

### في دمشق
بدأ عمله الوظيفي في وقت مبكِّر وهو بعدُ طالب جامعي، فعمل في مَجمَع اللغة العربيَّة بدمشق برئاسة الدكتور شاكر الفحَّام، مراقبًا لقاعة البحث والمطالعة بدار الكتب الظاهريَّة مدَّة سنتين، تحت إدارة الأستاذ ماجد الذهبي ثم الأستاذ عدنان عبد ربه. ثم انتقل للعمل باحثًا ومحقِّقًا في مكتب تحقيق التراث بمؤسَّسة الرسالة، مكتب دمشق، مدَّة ثلاث سنوات، بإدارة الشيخين محمد نعيم العرقسوسي وإبراهيم الزيبق، وإشراف الشيخ شعيب الأرنؤوط. وعمل باحثًا ومشرفًا لغويًّا ومستشارًا للنشر بمؤسَّسة رؤى التربوية بدمشق، متعاونًا ثم متفرِّغًا، زُهاء ستِّ سنوات، بإدارة الدكتور حمزة الحَمْزاوي.

### في الرياض
عمل باحثًا ومحقِّقًا في قسم العناية بالكتاب الإسلاميِّ بمؤسسة الجريسي بيت الرياض، بإدارة د. خالد بن عبد الرحمن الجريسي، وإشراف الشيخ د. سعد بن عبد الله الحميِّد، زُهاء خمس سنوات من 1422- 1427هـ/ 2001- 2006م.
وشارك في تأسيس شبكة الألوكة الإلكترونية على الشابِكَة بإشراف الشيخَين د. سعد بن عبد الله الحميِّد ود. خالد بن عبد الرحمن الجريسي عام 2006، وكان أولَ مدير لتحريرها، ومديرًا لقسم الثقافة والأدب واللغة فيها، ومقرِّرًا للجان تحكيم مسابقاتها العلمية والأدبية، وذلك من عام 1427- 1437هـ/ 2006- 2016م.
عمل مدرِّبًا متعاونًا على المحادثة باللغة العربيَّة الفصحى بمركز الضاد لتعليم الفصحى والتدريب على المحادثة بها، وَفقَ منهج الدكتور عبد الله الدنان. عمل مصحِّحًا لغويًّا متعاونًا في غير دار نشر ومكتبة، منها: دار الفكر، ودار مكتبة الغزالي بدمشق، ومؤسسة الرسالة ببيروت، ودار العطاء بالرياض، ومستشارًا علميًّا بدار القلم، ودرَّس اللغة العربية وتجويد القرآن وإعرابه في حلَقات مسجدية بجامع التقوى، وجامع العادل، وجامع زيد بن ثابت الأنصاري، وجامع الأبرار بدمشق، وبجامع الأميرة طرفة بنت عبد الله بن عبد الرحمن آل سعود، ومسجد السَّلولي، ومسجد والدة خالد البَلْطان بالرياض.
وعمل في شركة معالم التدبُّر للدراسات بالرياض باحثًا علميًّا ولغويًّا من عام 2016- 2019، ومستشارَ التحرير بشركة تَوْق الإعلامية للأبحاث، إحدى شركات المجموعة السعودية للأبحاث والإعلام (SRMG) بالرياض من عام 2019- 2023.

## كتبه وآثاره

### التحقيقات
1. مسند الإمام أحمد بن حنبل، مع فريق من الباحثين بإشراف شعيب الأرنؤوط، طبعة مؤسسة الرسالة، صدر الكتاب في خمسين مجلدًا مع الفهارس، الطبعة الثانية 1429هـ/ 2008م.[12]
2. كتاب العلل، لابن أبي حاتم الرازي، مع فريق من الباحثين بإشراف سعد بن عبد الله الحميِّد، صدر في سبعة مجلدات كبيرة، توزيع مؤسسة الجريسي، 1427هـ/ 2006م.[13]
3. سؤالات السُّلَمي للدارَقُطْني، لأبي عبد الرحمن السلمي، مع فريق من الباحثين بإشراف سعد بن عبد الله الحميِّد، توزيع مؤسسة الجريسي، 1427هـ/ 2006م.[14]
4. المعجم الكبير للإمام الطبراني، (الأجزاء التي كانت مفقودة، المجلدان 13، و14، وقطعة من 21) مع فريق من الباحثين بإشراف سعد بن عبد الله الحميد، قطعة من 21: 1427هـ/ 2006م، المجلدان 13 و14: 1429هـ/ 2008م.

### المؤلَّفات
1. صفَحات من سيرة العلامة المربي عبد الرحمن الباني، صدر عن دار السيِّد بالرياض، ط1، 1434هـ/ 2013م، في 192 صفحة.[15][16]
2. أعلام العبقريات الشاميَّة: فهرس الأعلام الذين ترجم لهم الأستاذ عبد الغني العِطري في كتُبه، صدر عن دار الألوكة للنشر بالرياض، ط1، 1435هـ/ 2014م، في 72 صفحة.[17]
3. العلامة الشيخ محمد بن لطفي الصباغ: الفقيه المحدِّث والداعية المصلح،[18] صدر عن المكتب الإسلامي ببيروت، ط1، 1439هـ/ 2018م، في 192 صفحة.[19]
4. نحو نهضة علمية وتعليمية نظرية الاكتساب الفطري للفصحى للدكتور عبد الله الدنان، تقديم الدكتور محمد حسان الطيان، في قيد النشر.[10]

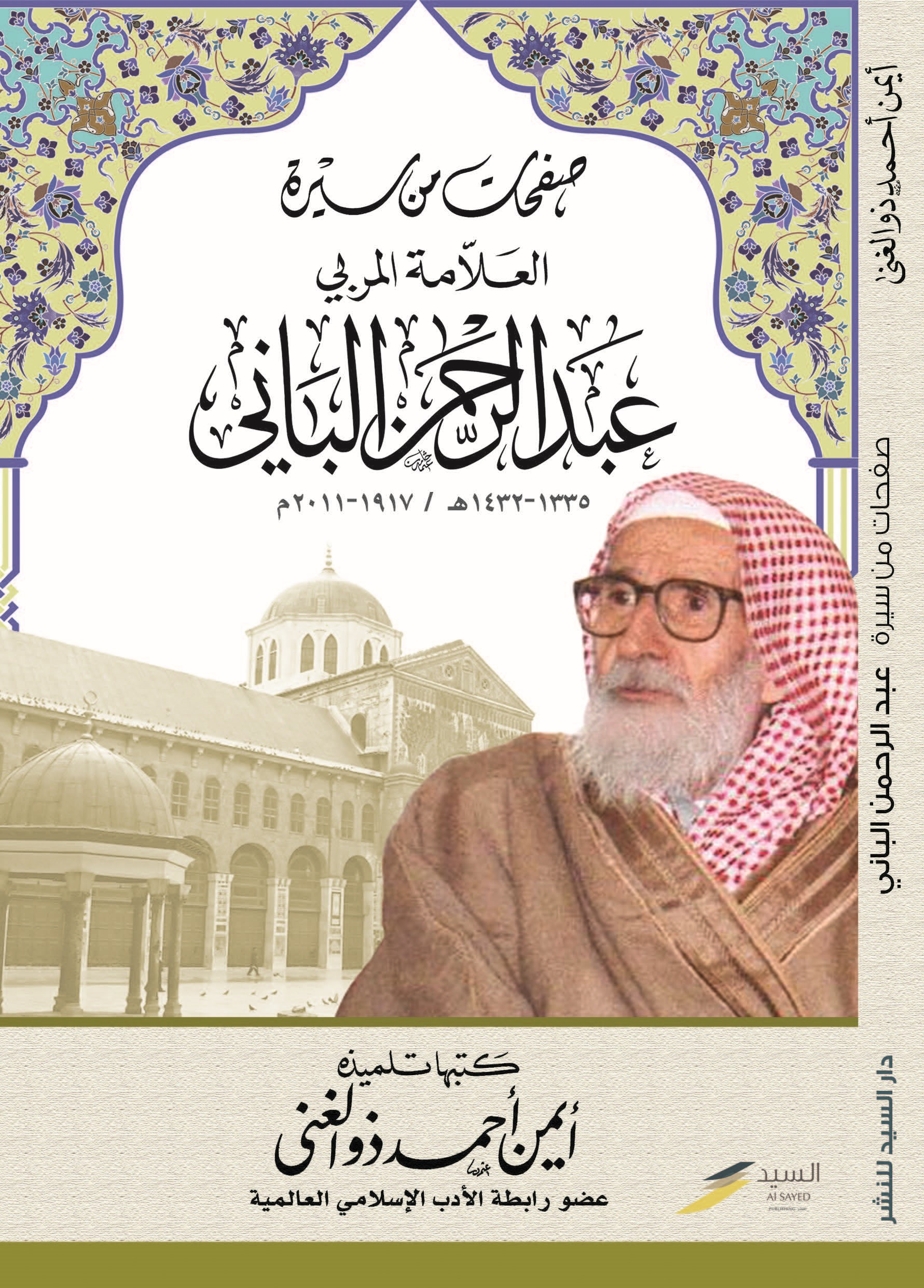
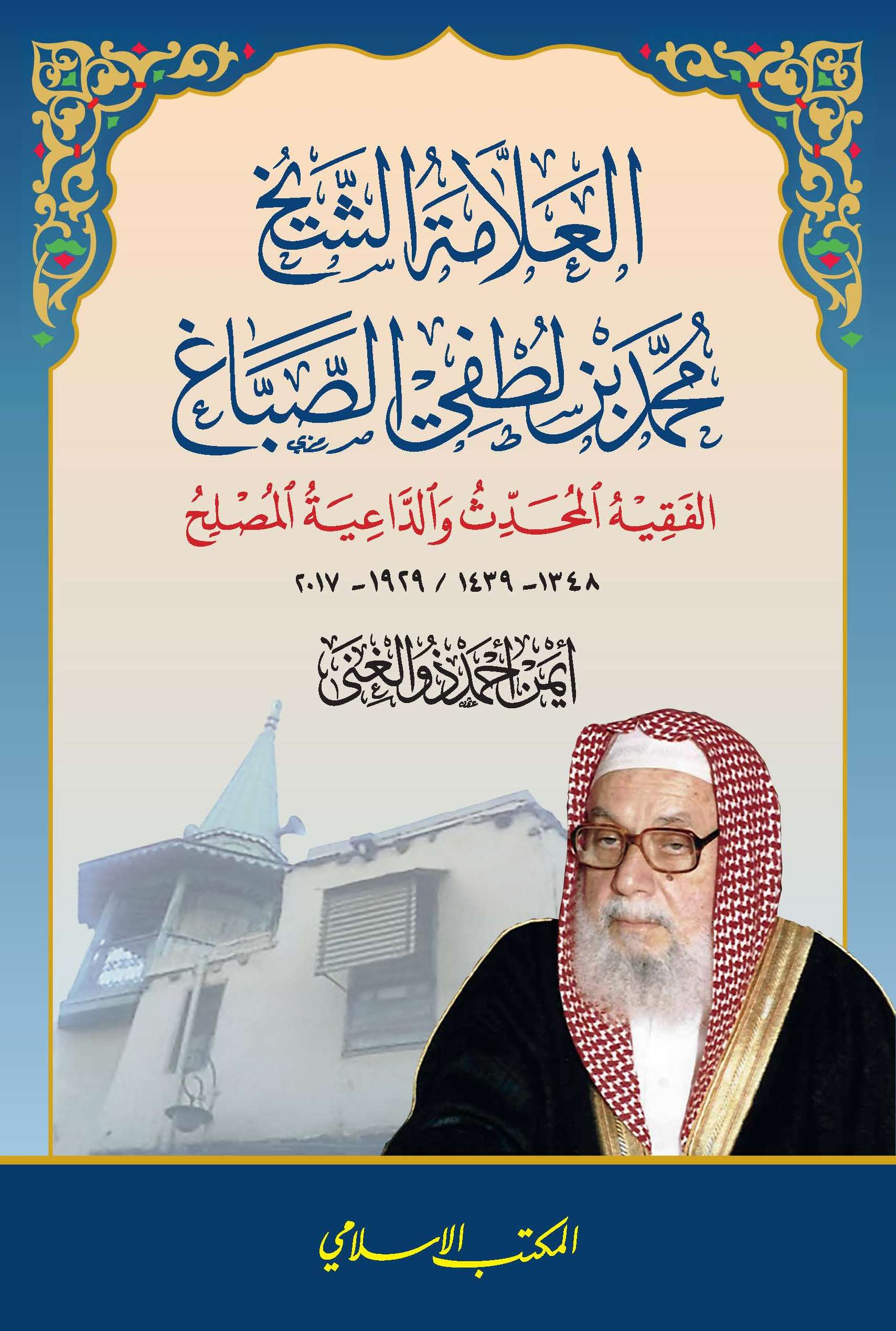
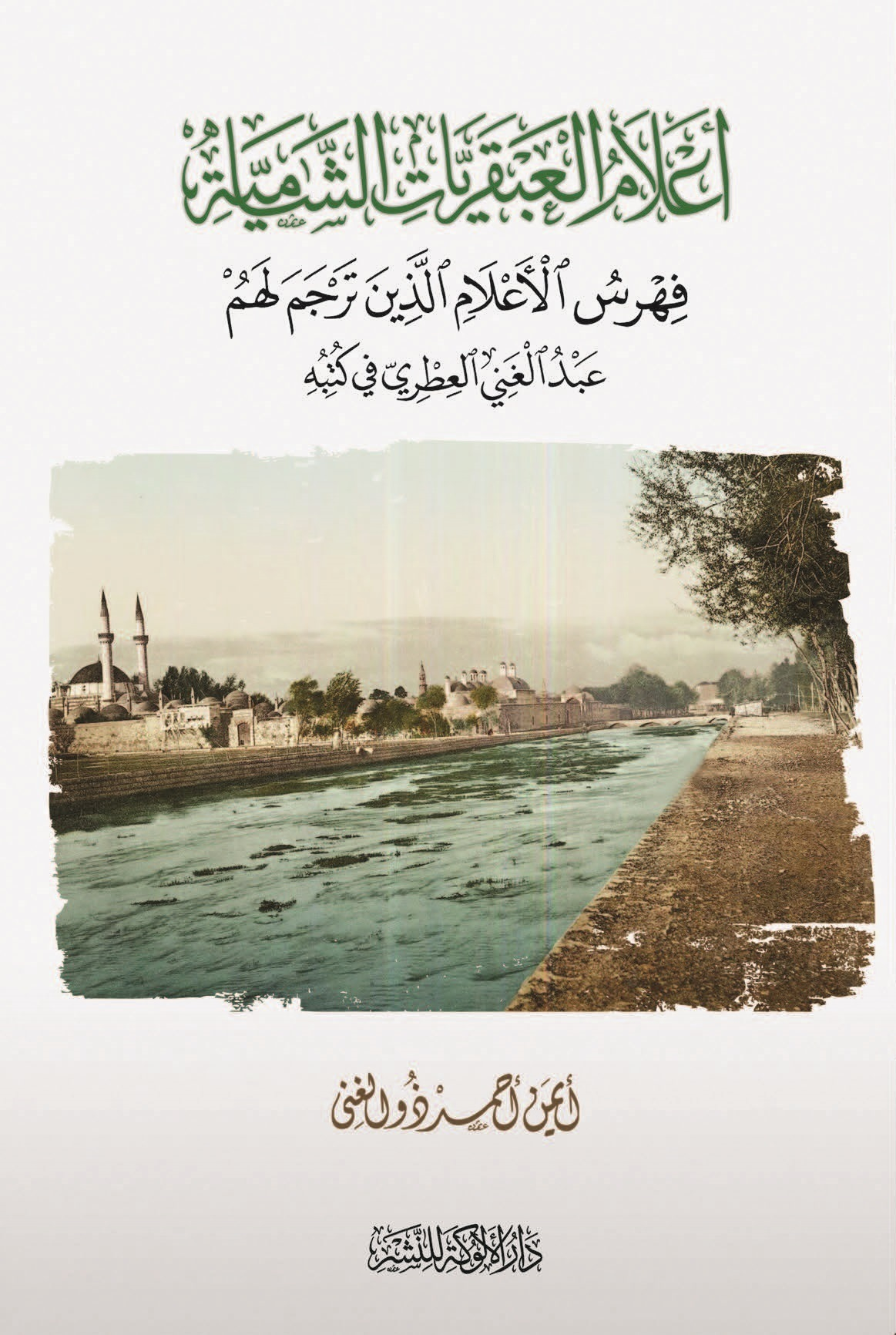
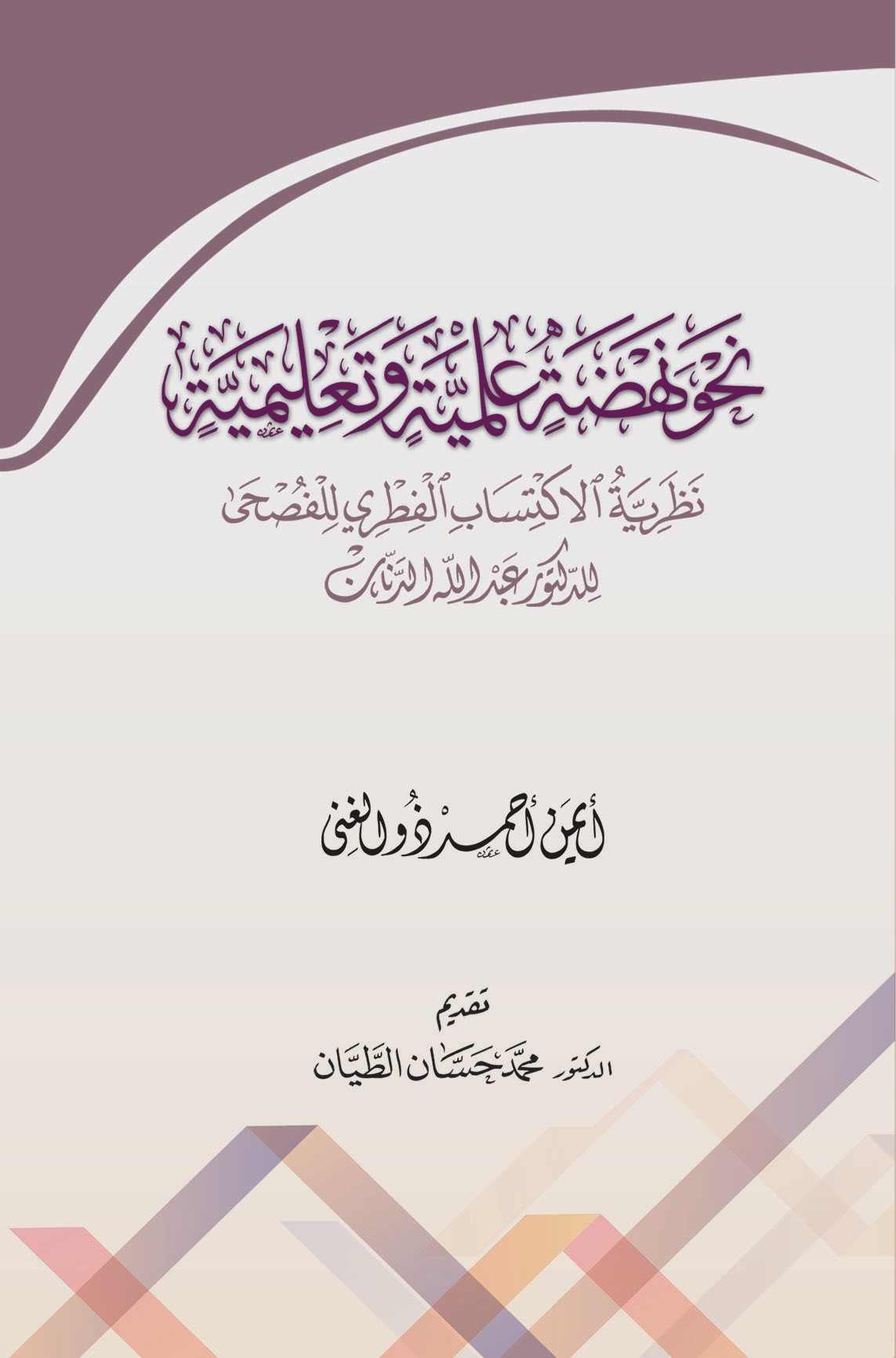

### مؤلَّفات بالمشاركة
1. دوحة القرآن، مجموعة مقالات لطائفة من كتَّاب الألوكة، تقديم محمد حسان الطيان، دار الألوكة للنشر بالرياض، 1434هـ/ 2013م.
2. ثلاثون مجلسًا في التدبُّر (المجموعة الخامسة)، إعداد اللجنة العلمية في مركز تدبُّر، دار الحضارة للنشر بالرياض، 1437هـ/ 2016م.[20]
3. ثلاثون مجلسًا في التدبُّر (المجموعة السادسة)، إعداد اللجنة العلمية، شركة معالم التدبُّر بالرياض، 1438هـ/ 2017م.[21]
4. العلَّامة المحقِّق أ. د. محمد أحمد الدالي (كتاب تَذكاري)، كلية الآداب بجامعة الكويت، 2023.
5. العالم الموسوعي د. محمد شفيق البَيْطار في ذكرى رحيله، صدر عن مجمع العربية السعيدة، أشرف على إخراجه د. مقبل التام الأحمدي، صنعاء، 2025.

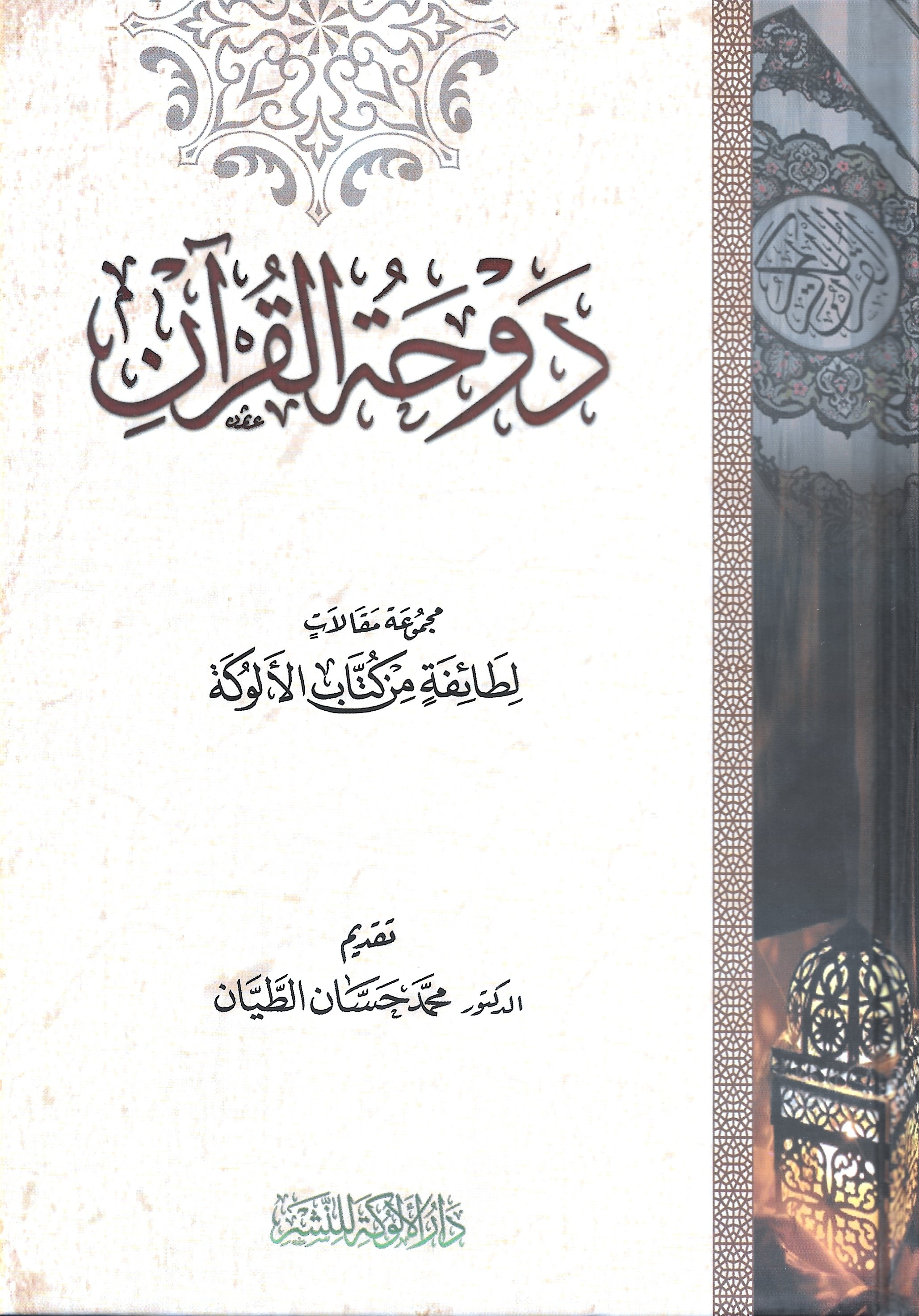
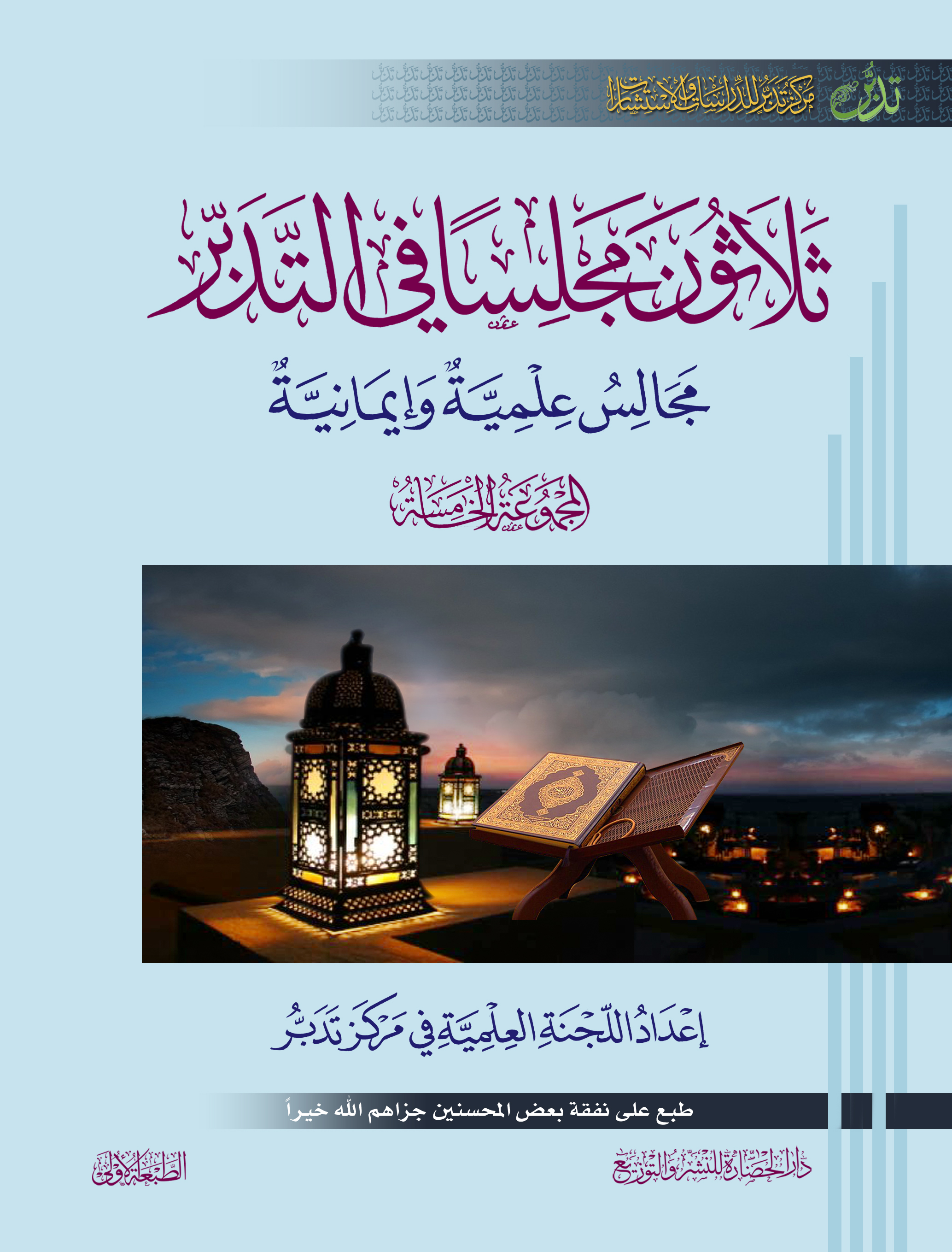
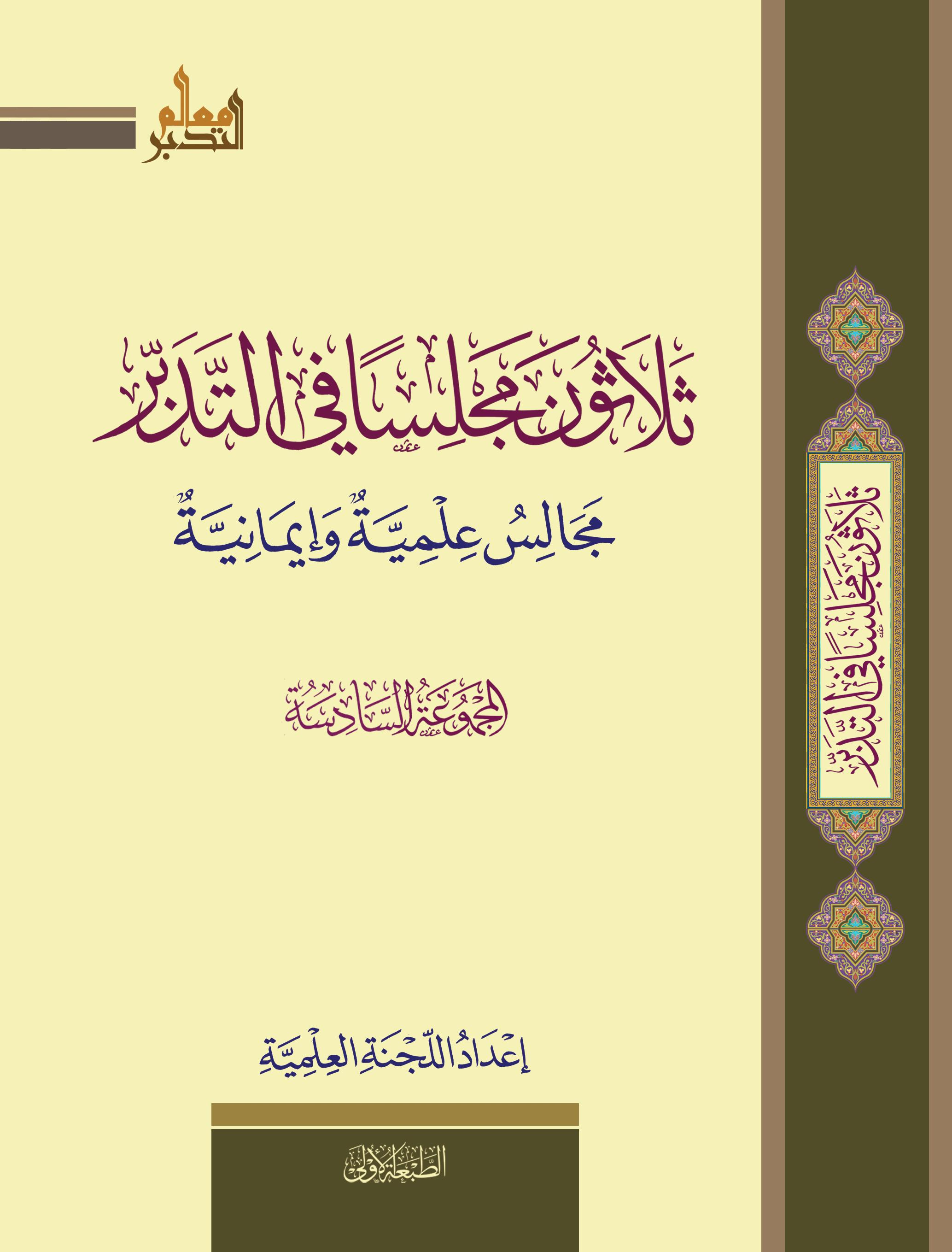
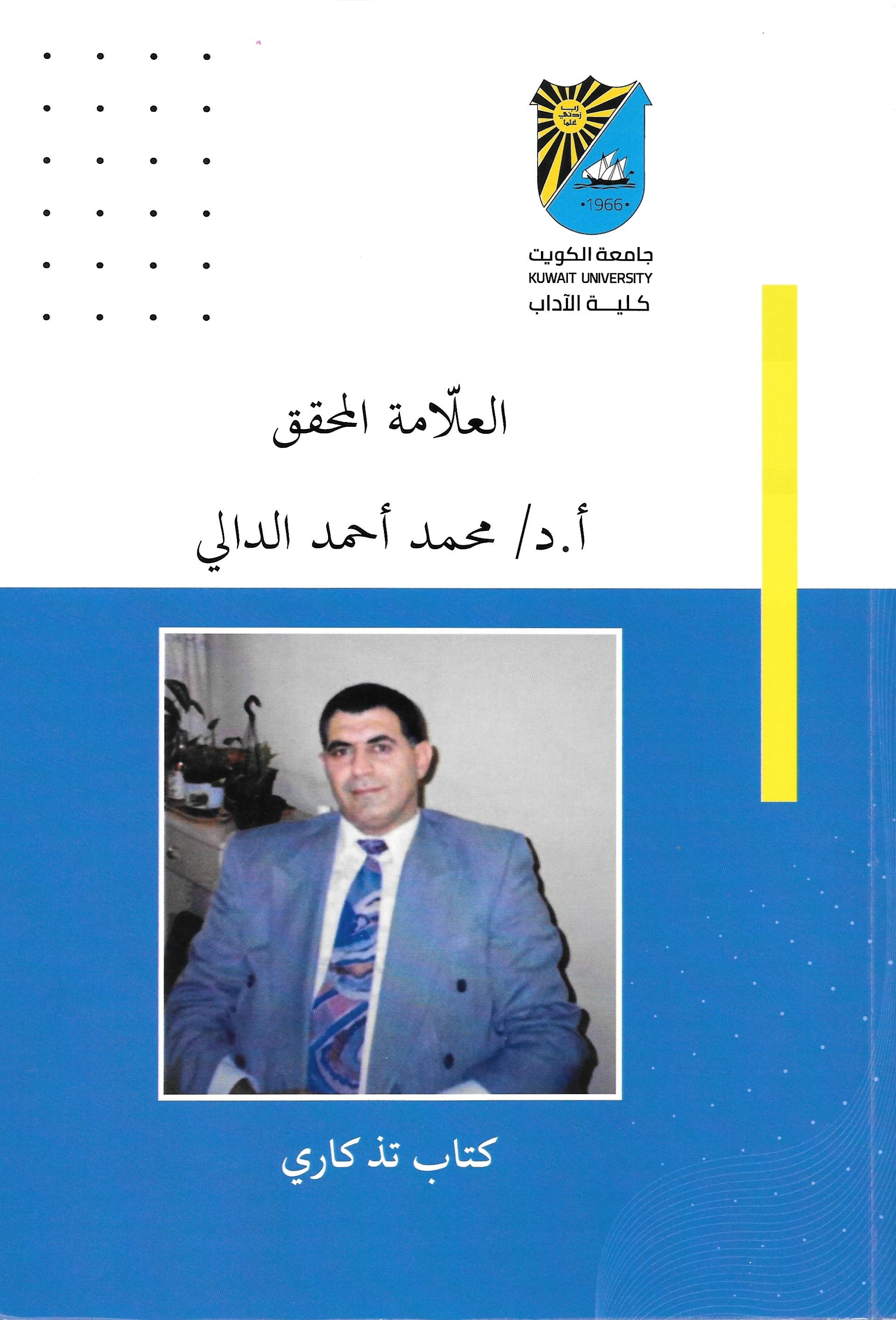
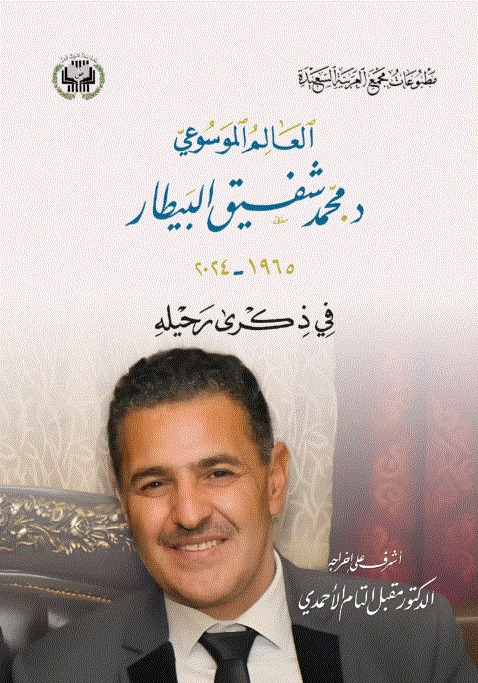

### المشاركة في الإعداد
1. الجريسي سيرة ومسيرة عبد الرحمن بن علي الجريسي عميد رجال الأعمال ورئيس مجلس الغرف السعودية، تأليف د. خالد بن عبد الرحمن الجريسي، ط1، 1433هـ/ 2012م. أسهم في التحرير والصياغة النهائية.
2. موسوعة المملكة العربية السعودية للأطفال والناشئة، الجزء الثالث، الآثار والمواقع التاريخية، صدرت عن مكتبة الملك عبد العزيز العامَّة في الرياض، 1437هـ/ 2016م. أسهم في التحرير والتدقيق اللغوي.[22]
3. تدبُّر المفصَّل، إعداد اللجنة العلمية، شركة معالم التدبُّر بالرياض، ط1، 1437هـ/ 2016م. وط2، 1438هـ/ 2017م. تولَّى الصياغة النهائية والتحرير والتصحيح.[23]
4. هدايات القرآن الكريم، إعداد فريق من المتخصِّصين والباحثين، شركة معالم التدبُّر بالرياض، ط1، 1440هـ/ 2018م. ط2 1441هـ/ 2019م. أسهم في الصياغة والتحبير، وتولَّى التحرير النهائي للكتاب كاملًا، وهومتضمِّن أكثر من عشرة آلاف هداية قرآنية طُبعت في هامش المصحف الشريف.[24]
5. معجم مصطلحات الإرهاب، صدر عن التحالف الإسلامي العسكري لمحاربة الإرهاب في الرياض، 2020. أسهم في لجنة التحرير والصياغة والمراجعة اللغوية.[25]

1. وشارك د. حمزةَ الحَمْزاوي في جُلِّ ما أصدره في مؤسسته (دار رؤى) التربوية، من قصص أدبية، وبرامج تربوية، ووسائلَ تعليمية، وأشرطة سَمْعية؛ مشرفًا لغويًّا، ومراجعًا علميًّا.[1] ومن أهمِّ هذه الأعمال:

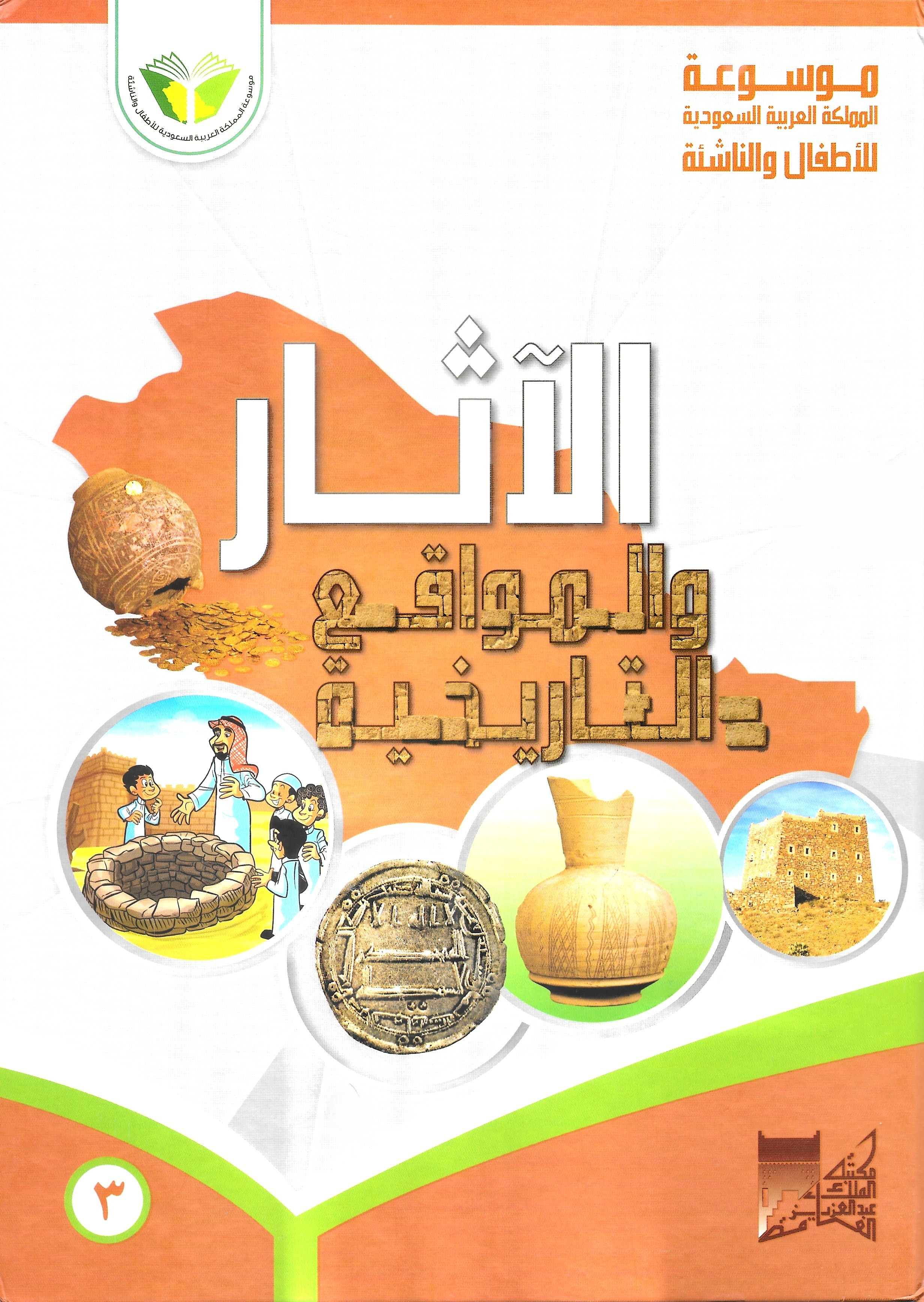
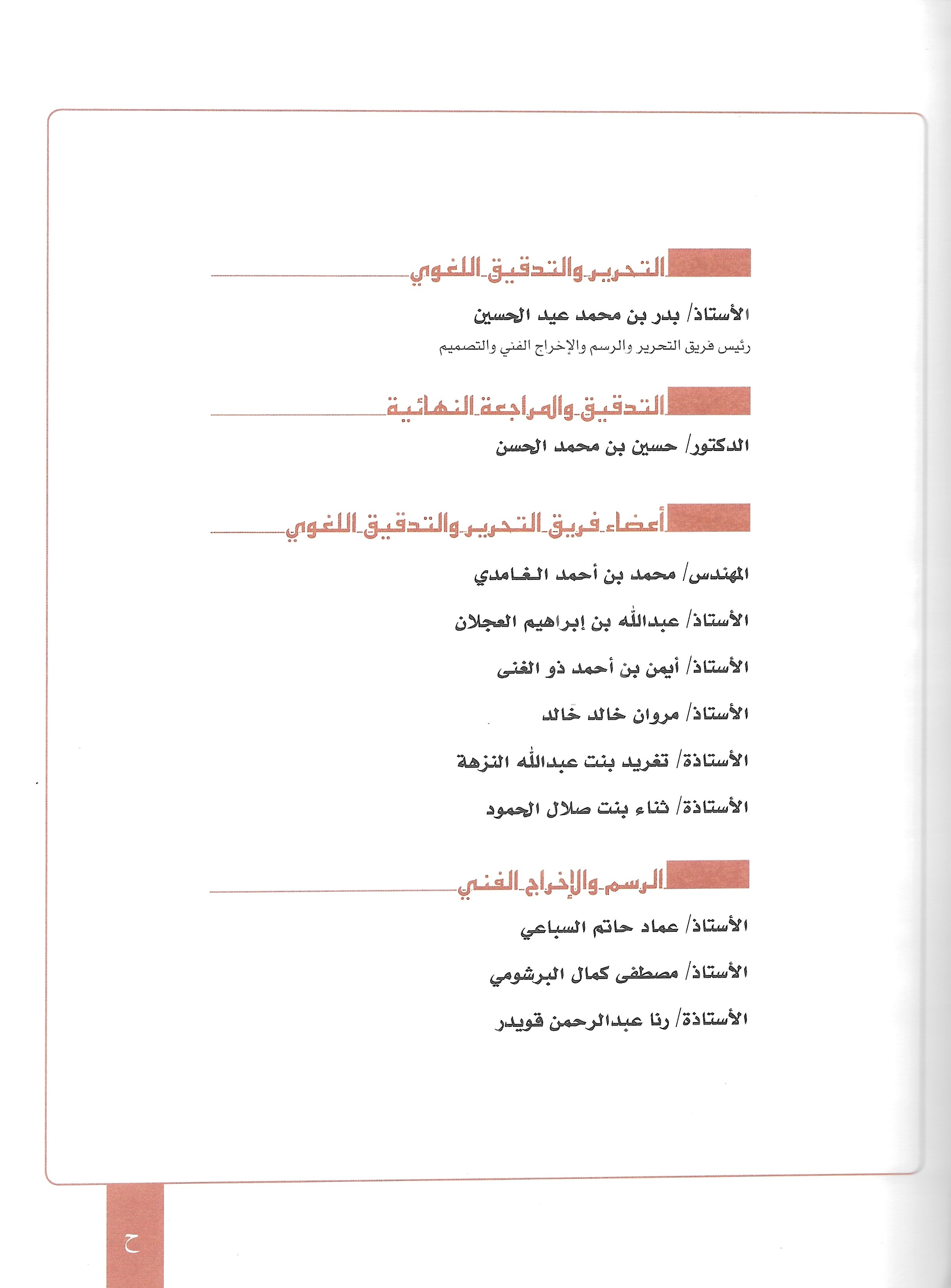
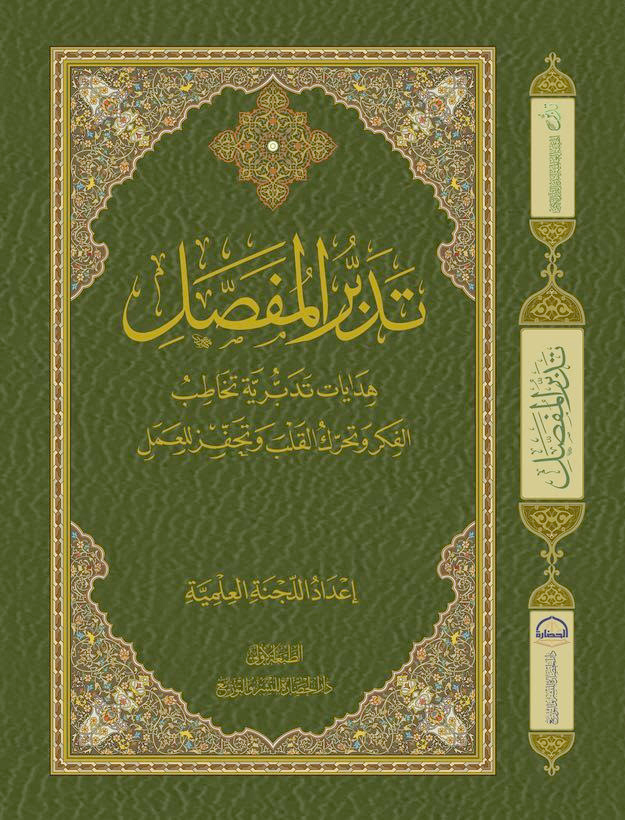
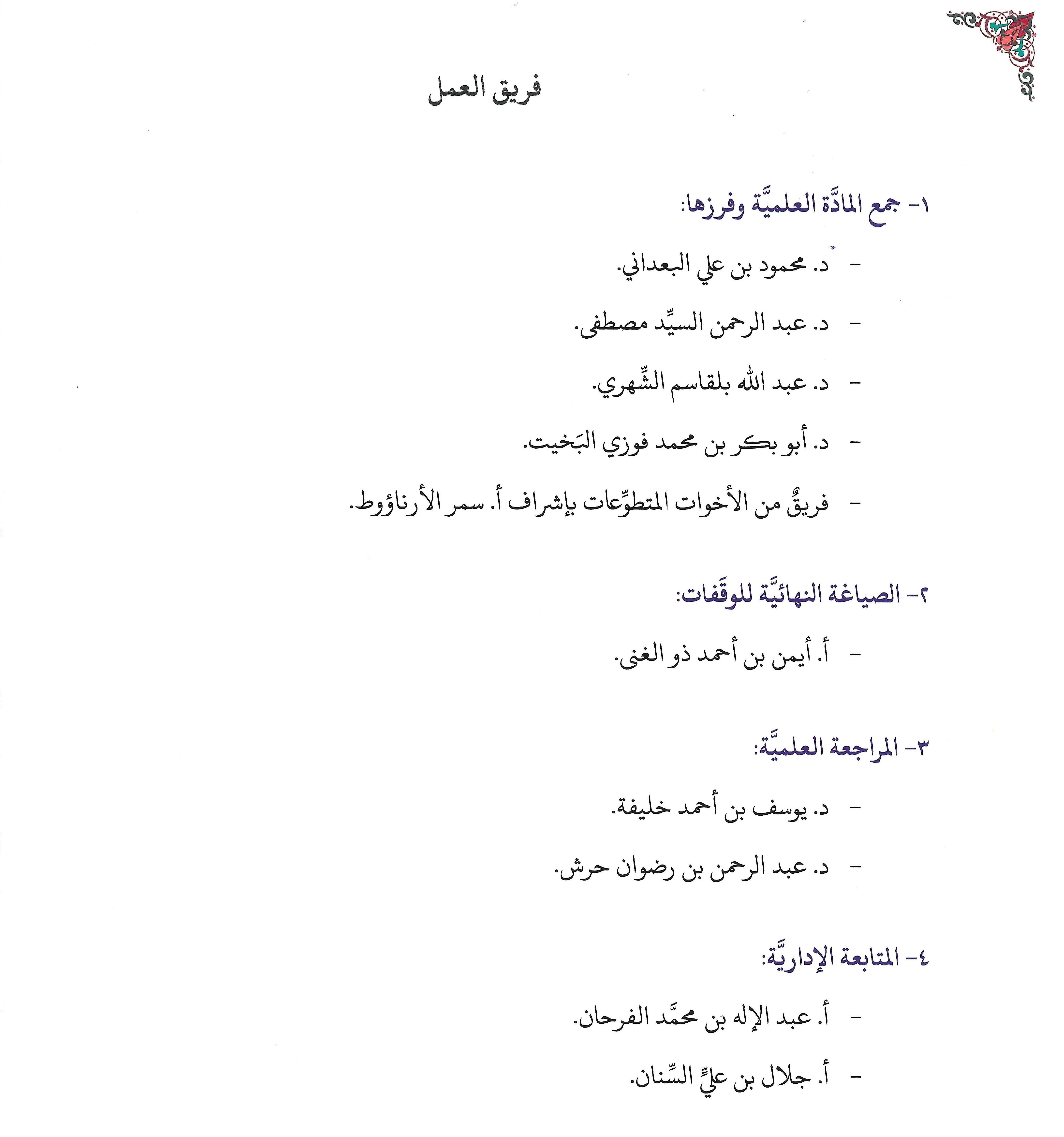
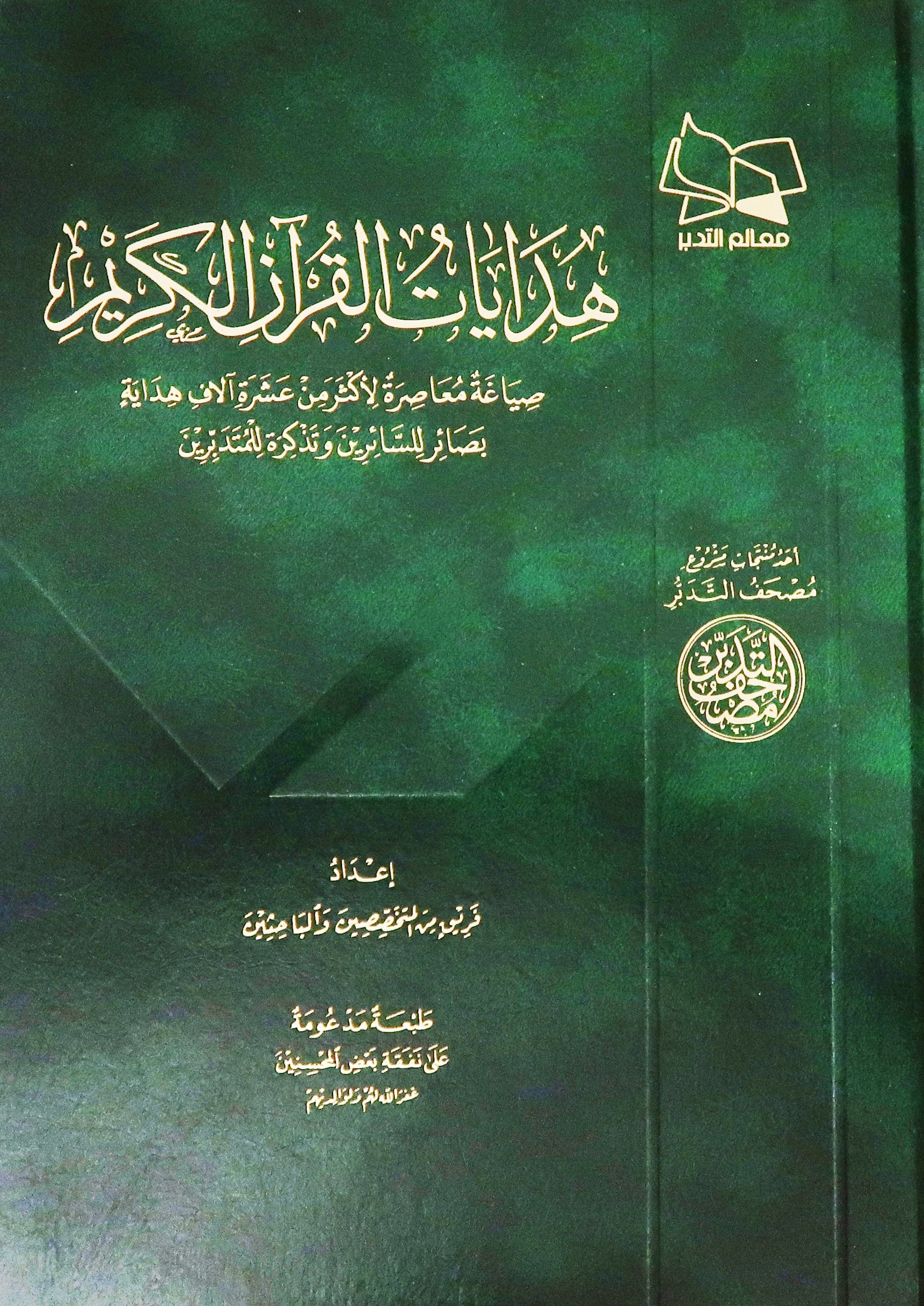
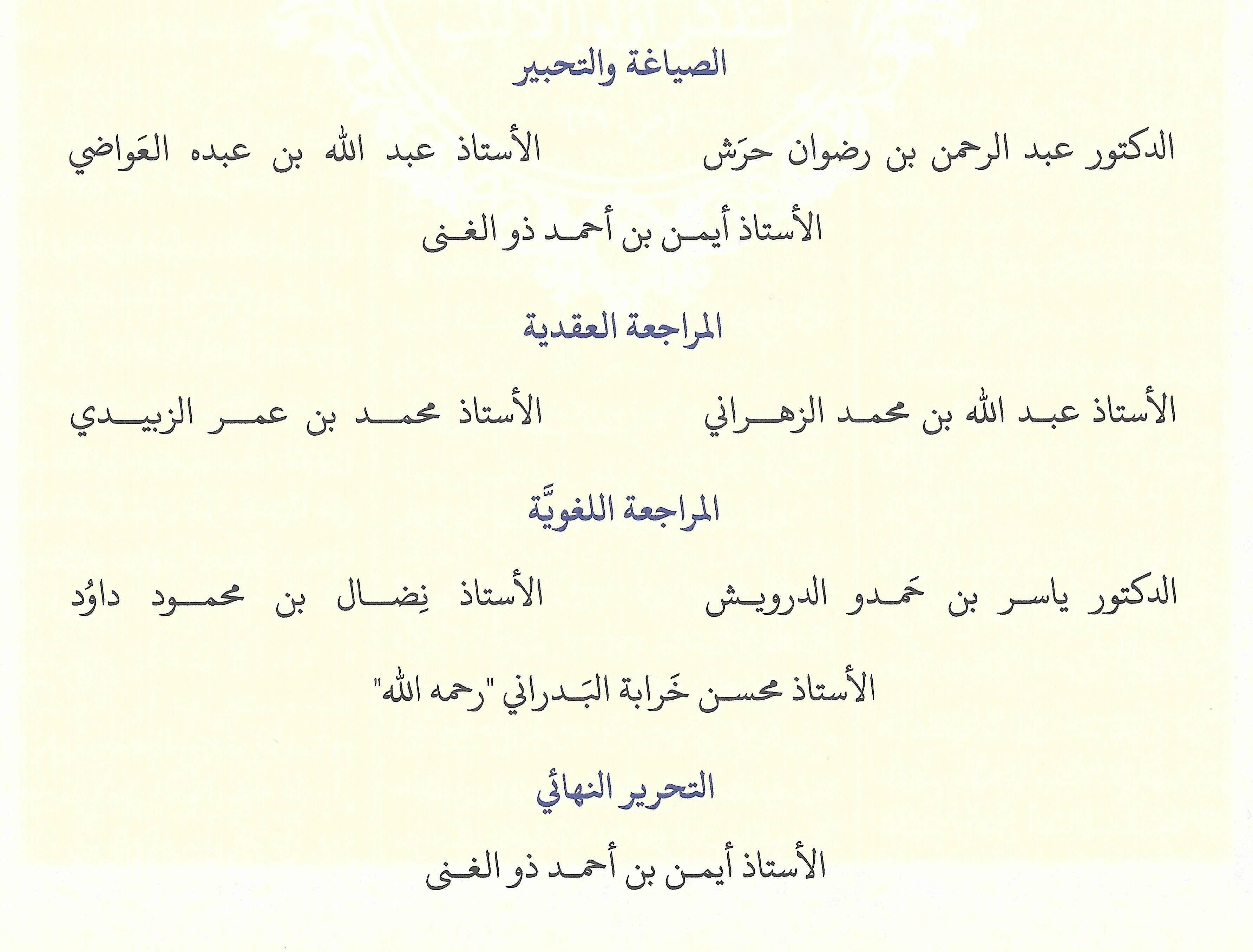

  - سلسلة الحديث النبوي المصوَّر للأطفال في 8 أجزاء، راجعه وقدَّم له الشيخ عبد القادر الأرناؤوط، 1417هـ/ 1997م.
  - سلسلة أنا مسلم: أقرأ وألوِّن، في 8 أجزاء، منها: عقيدتي، انتمائي، منهجي، أخلاقي، تكافلي، 1419هـ/ 1999م.
  - سلسلة الحكماء الصغار "من كلِّ شيء أتعلَّم"، في 4 أجزاء، 1420هـ/ 1999م.
  - سلسلة حكايات جدِّي حكيم، المجموعة الأولى "القفص الذهبي"، والمجموعة الثانية "التحدِّي"، 1420هـ/ 2000م.
  - سلسلة البدايات، في 4 أجزاء، منها: "ماذا يأكل وأين يعيش؟" و"أين ولدي؟"، 1421هـ/ 2001م.
  - هوايتي المفيدة: أقرأ ألوِّن أتعلَّم، في 3 أجزاء، 1423هـ/ 2002م.
  - دليل هوايتي المفيدة، 1423هـ/ 2002م.  القرآن كتابي: برنامج مشوِّق لحفظ ربع يس، 1423هـ/ 2002م.
  - القرآن كتابي: برنامج مشوِّق لحفظ ربع يس، 1423هـ/ 2002م.
  - لا تنسَ ذِكرَ الله: أقرأ ألوِّن أخطُّ أحفظ أفهم ألعب أتعلَّم، خطوط ضياء الدين القالش، 1425هـ/ 2004م.

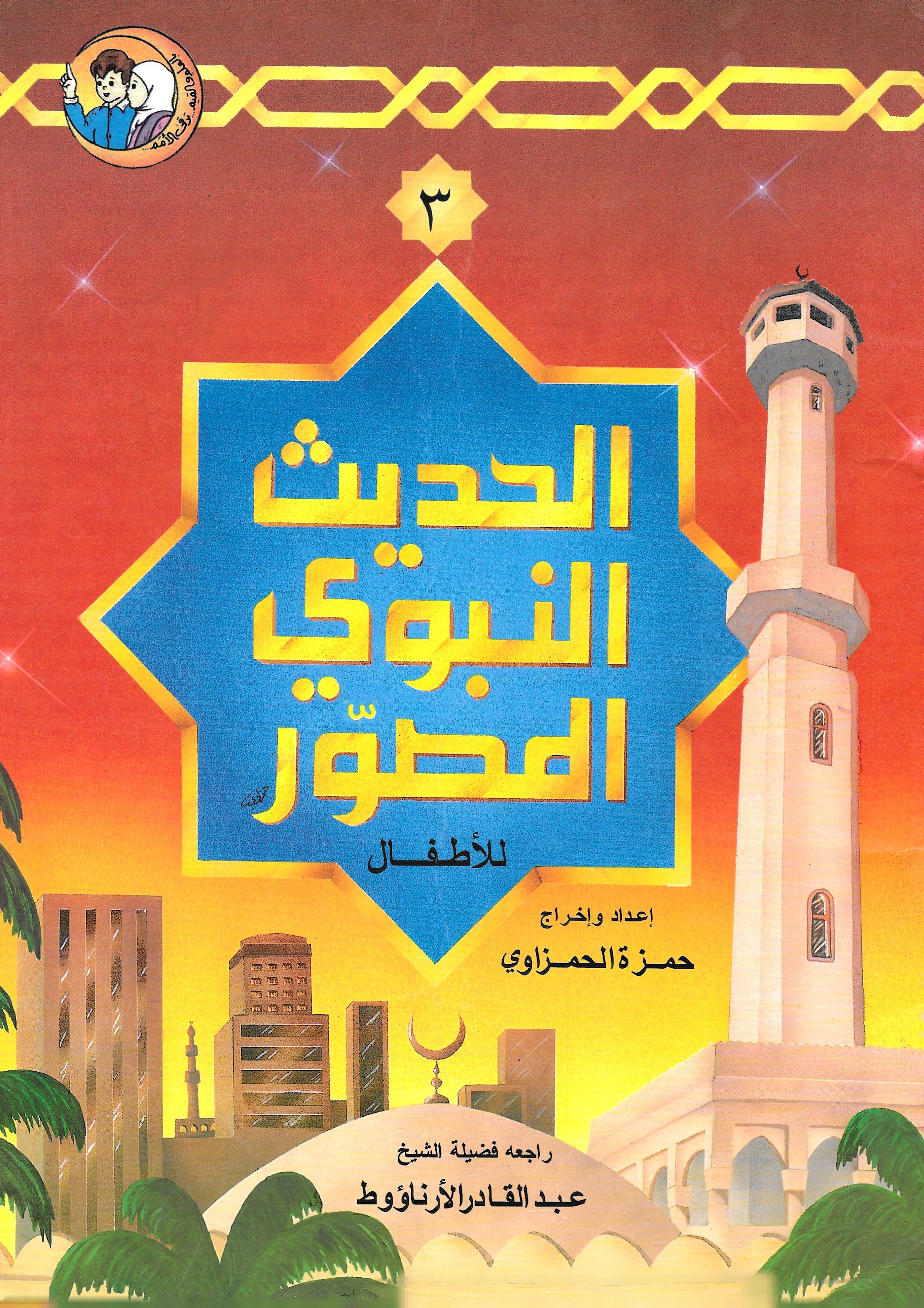
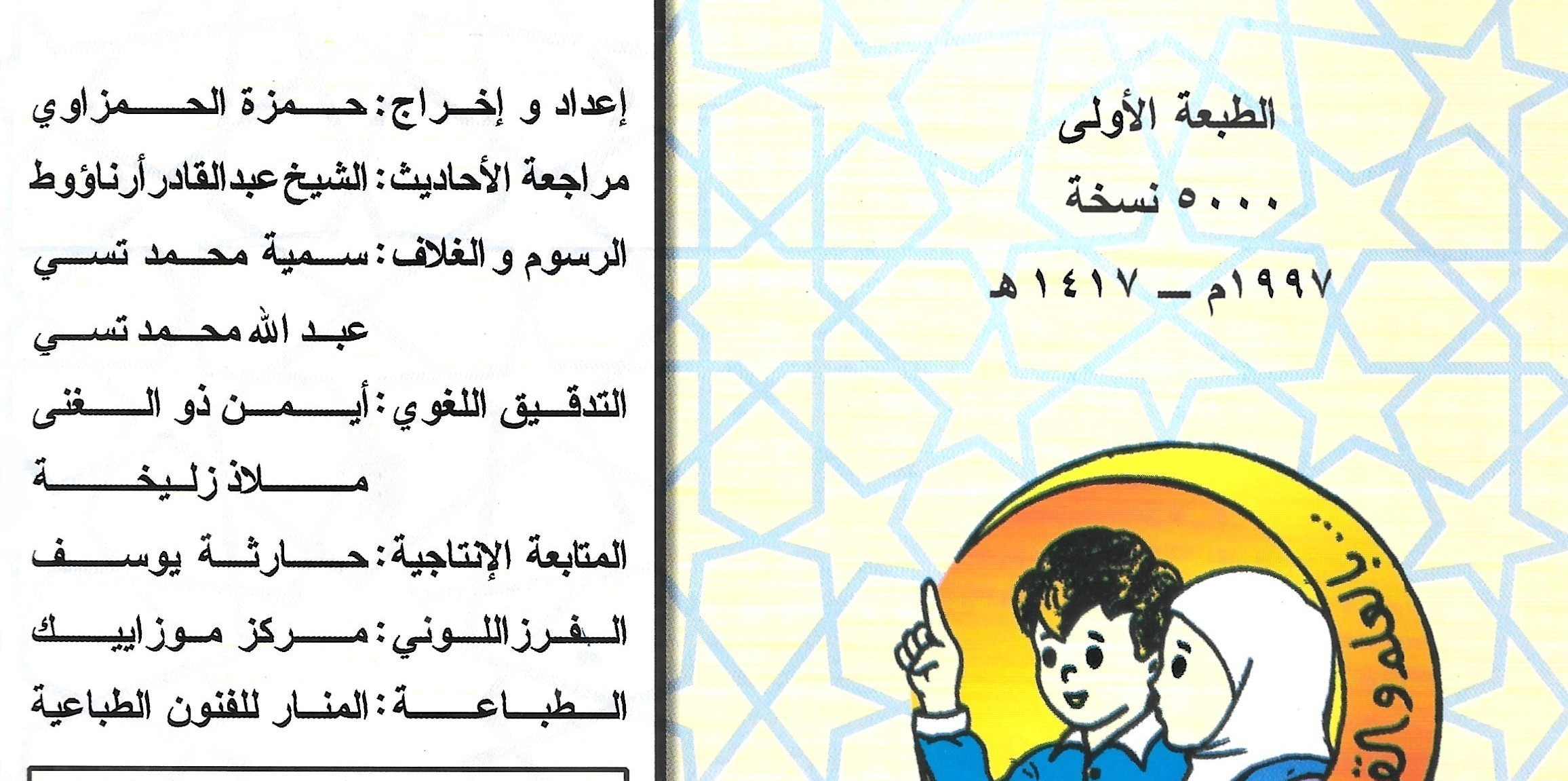
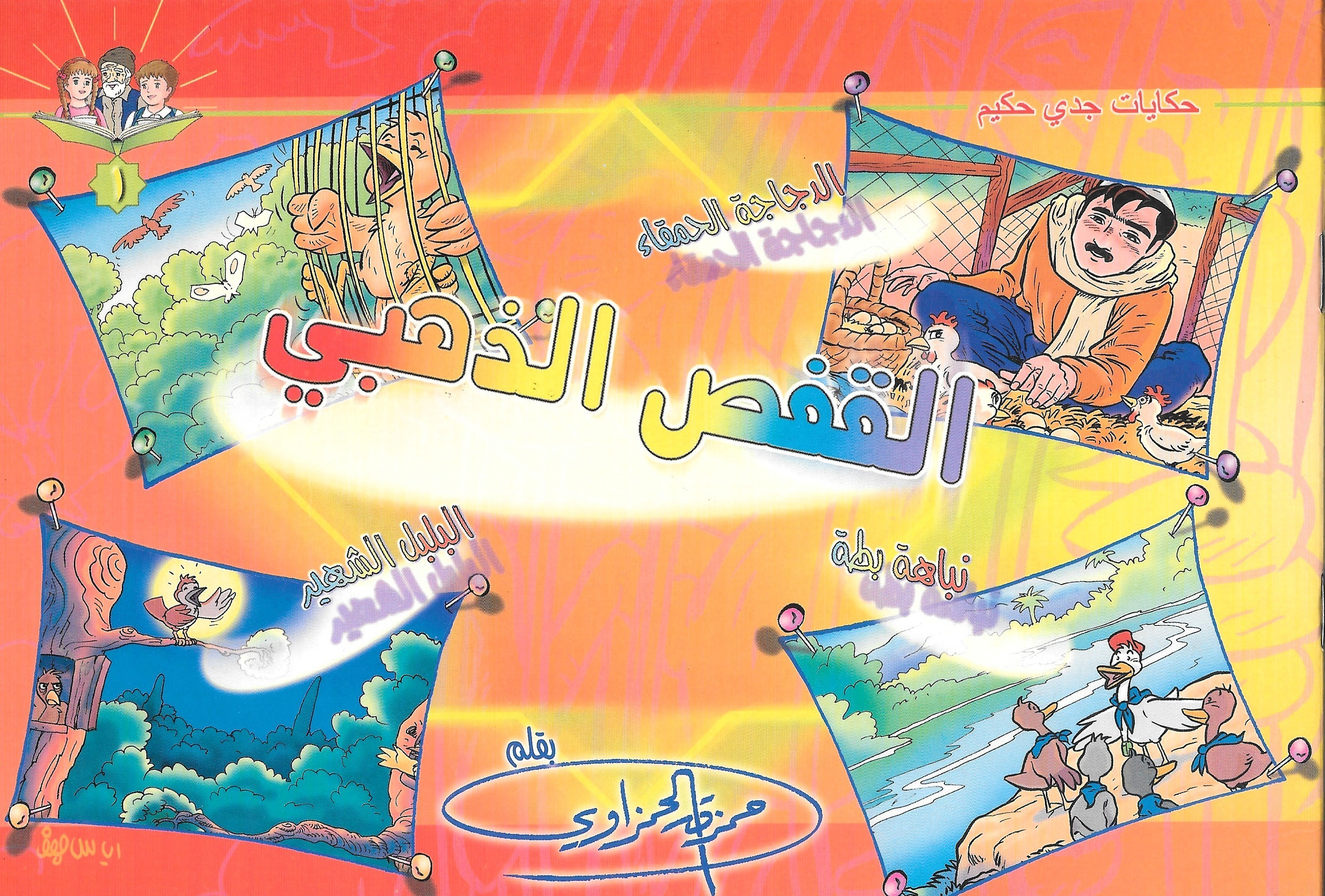
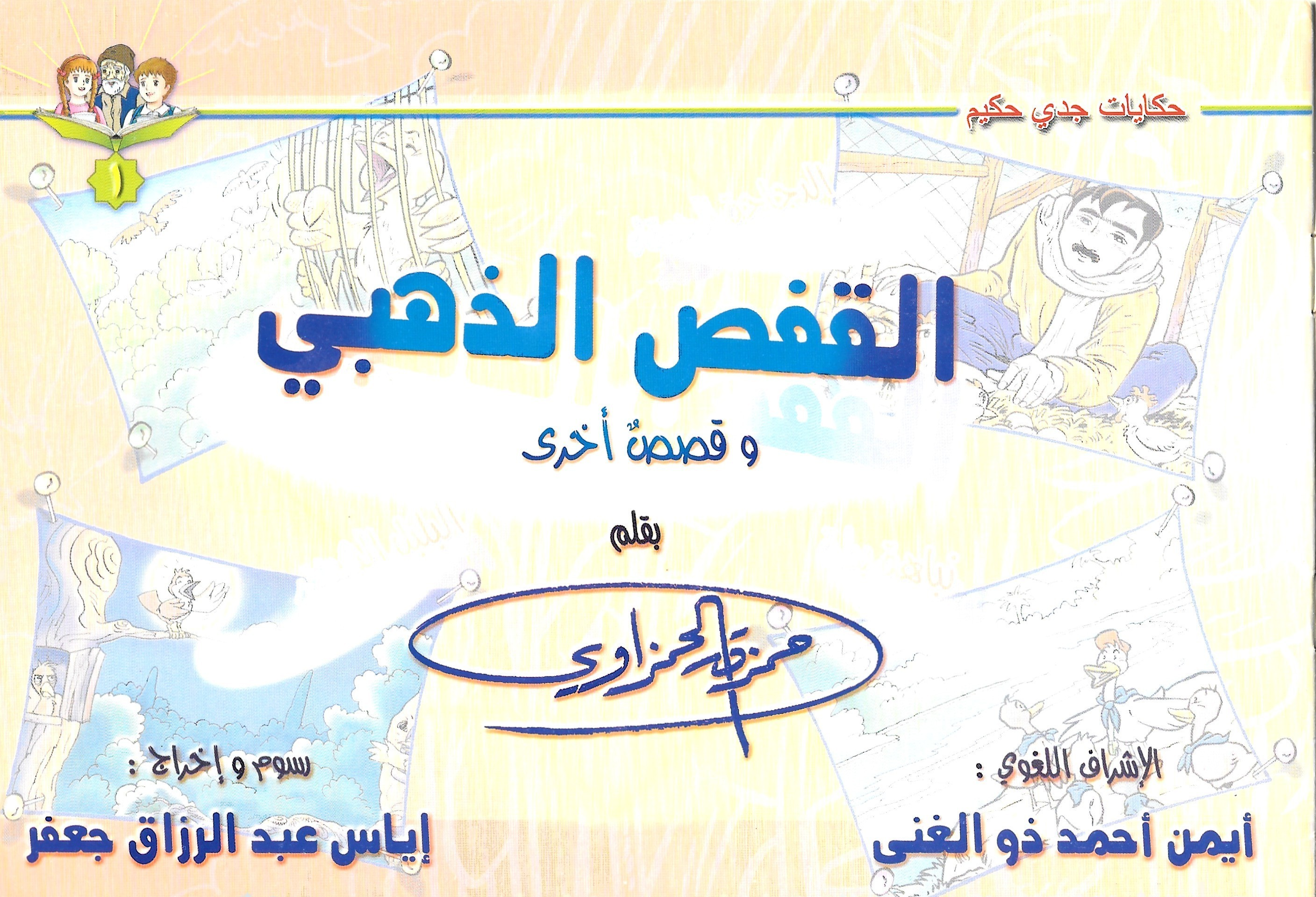
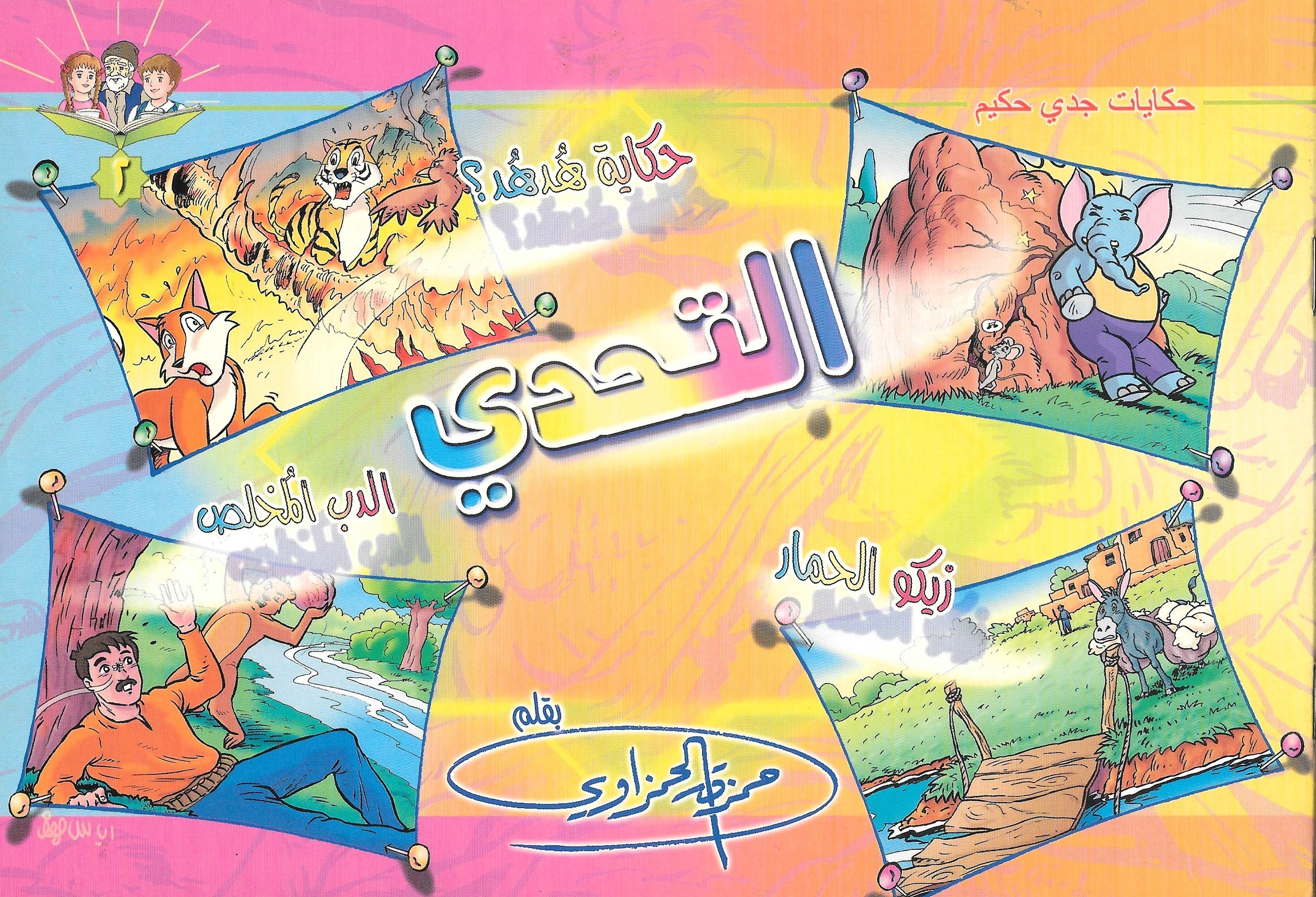
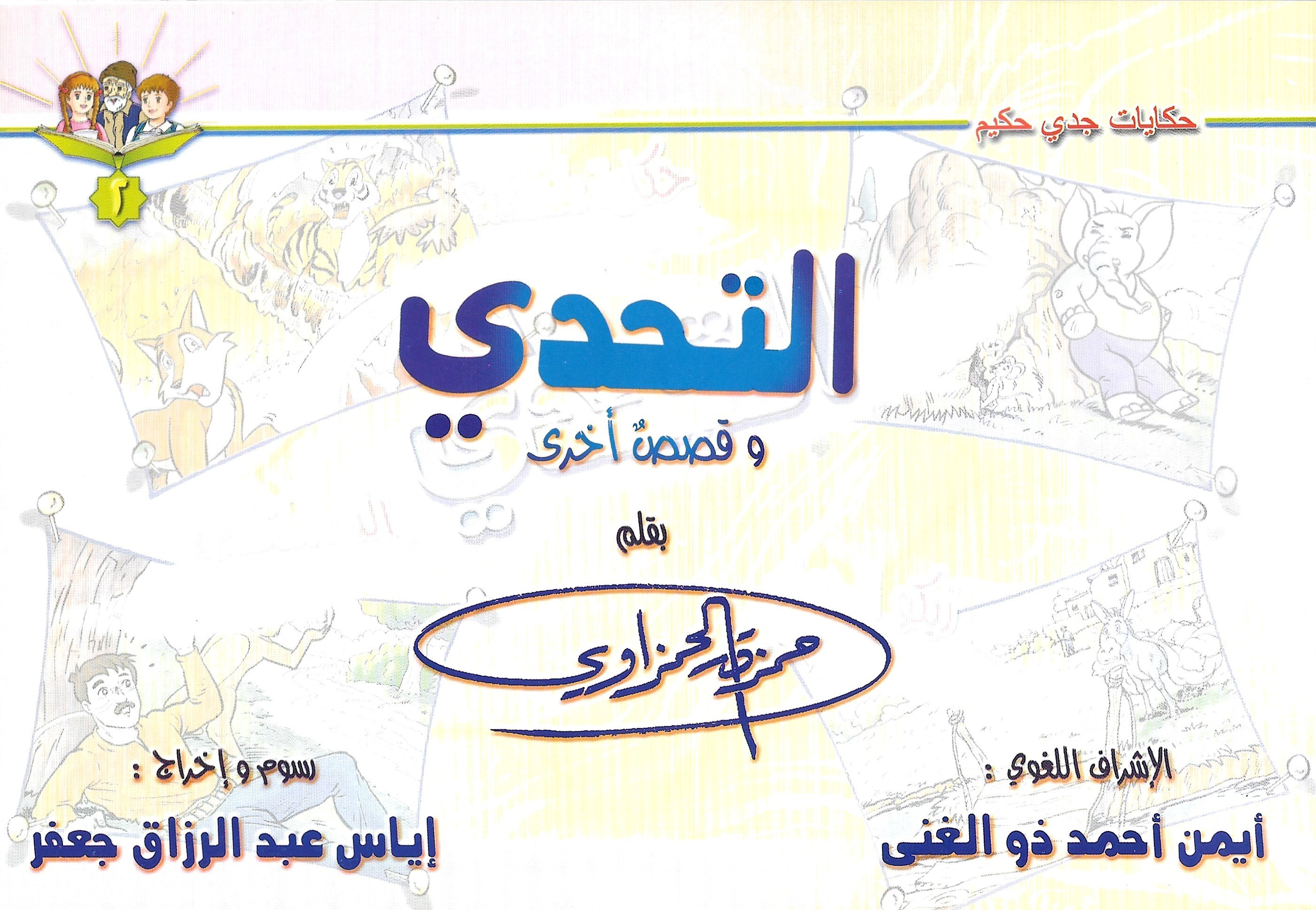
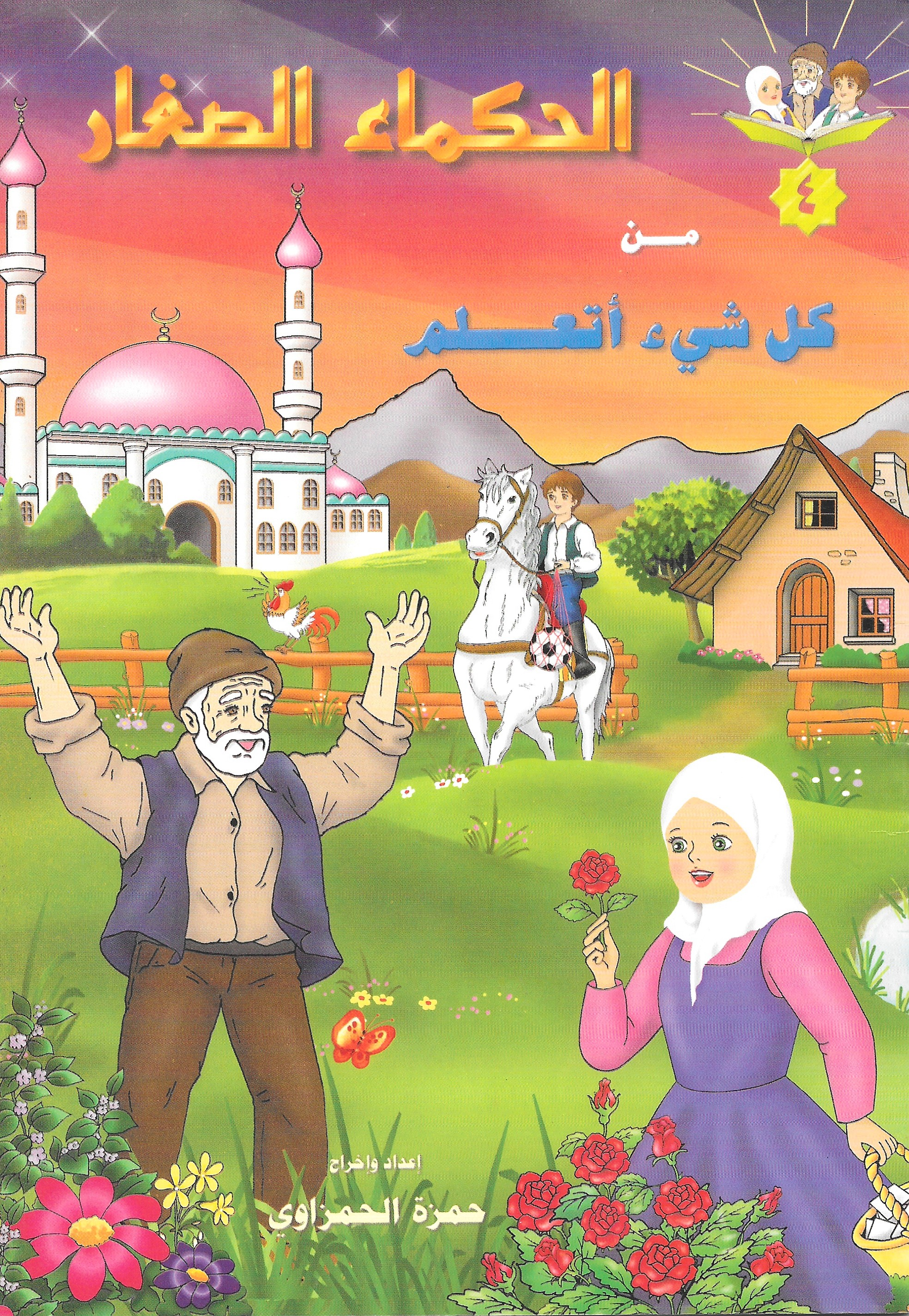
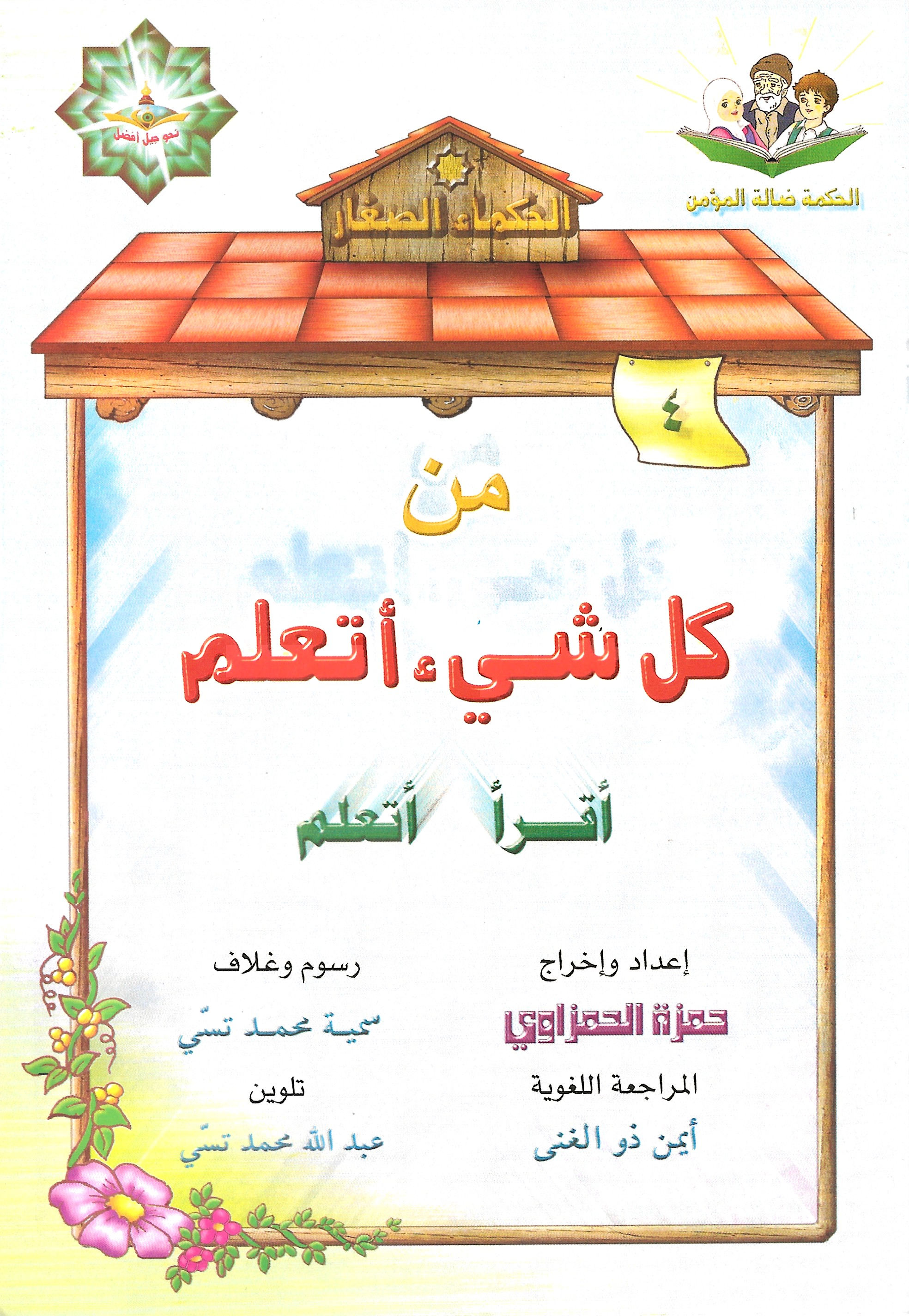
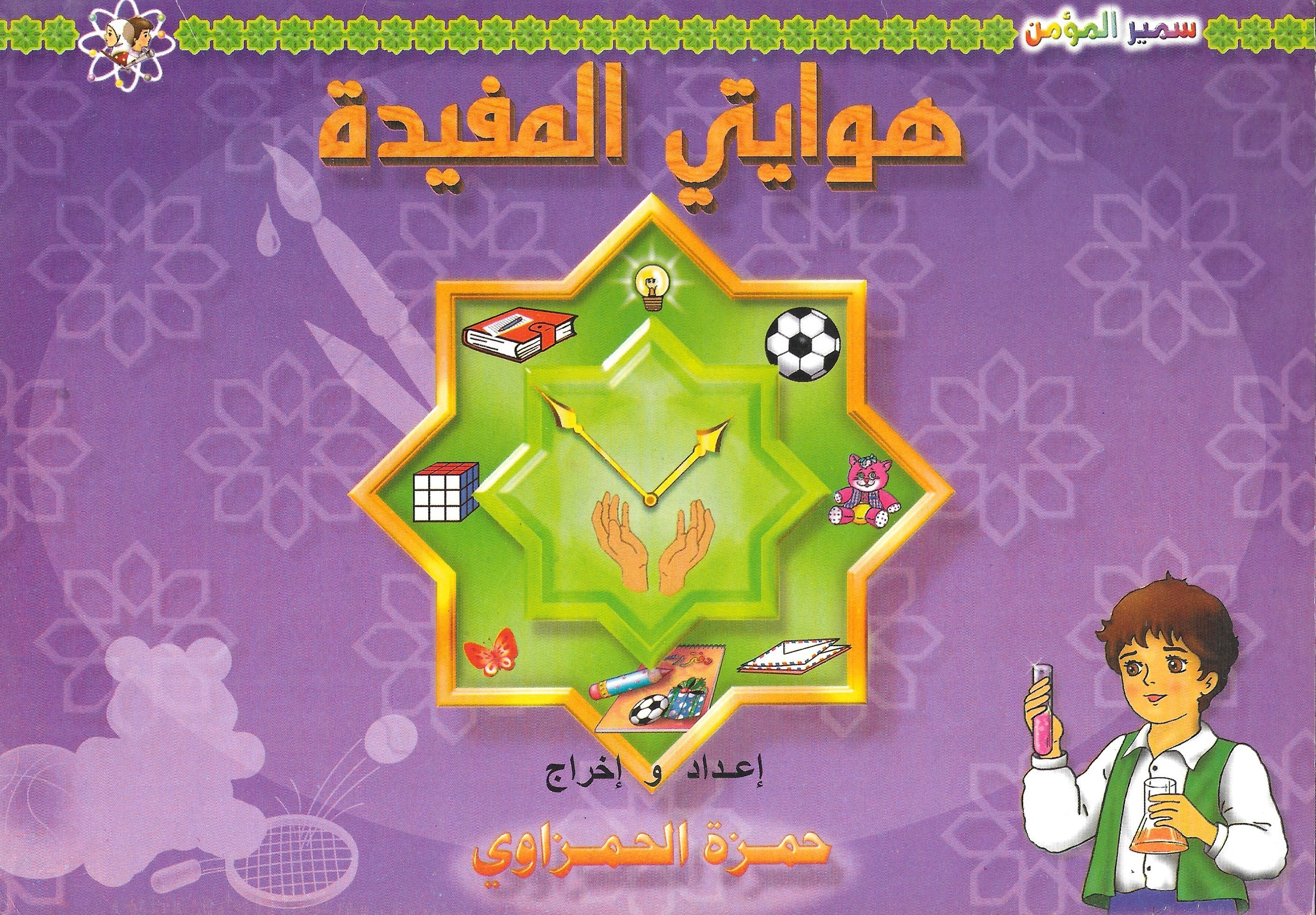
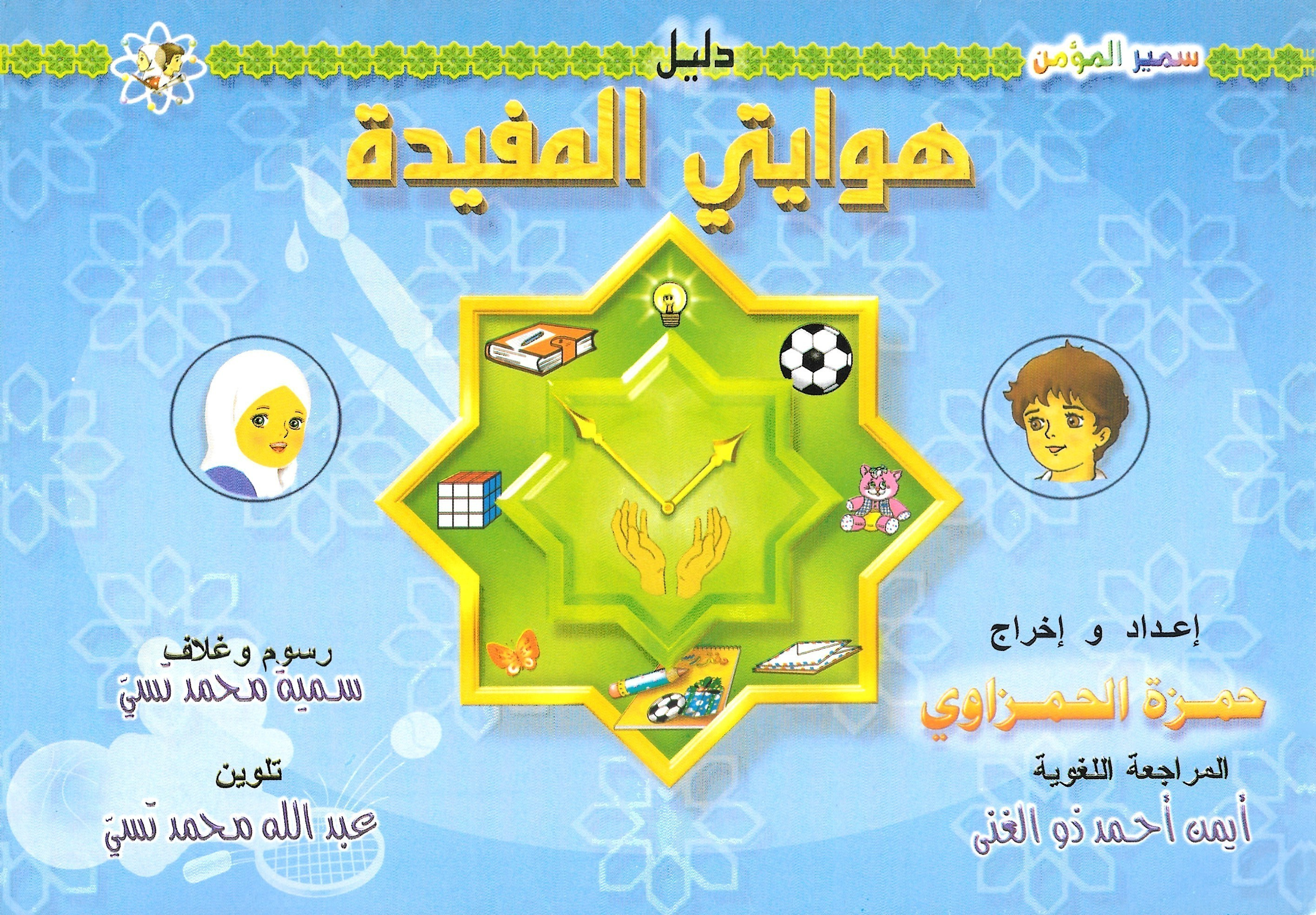
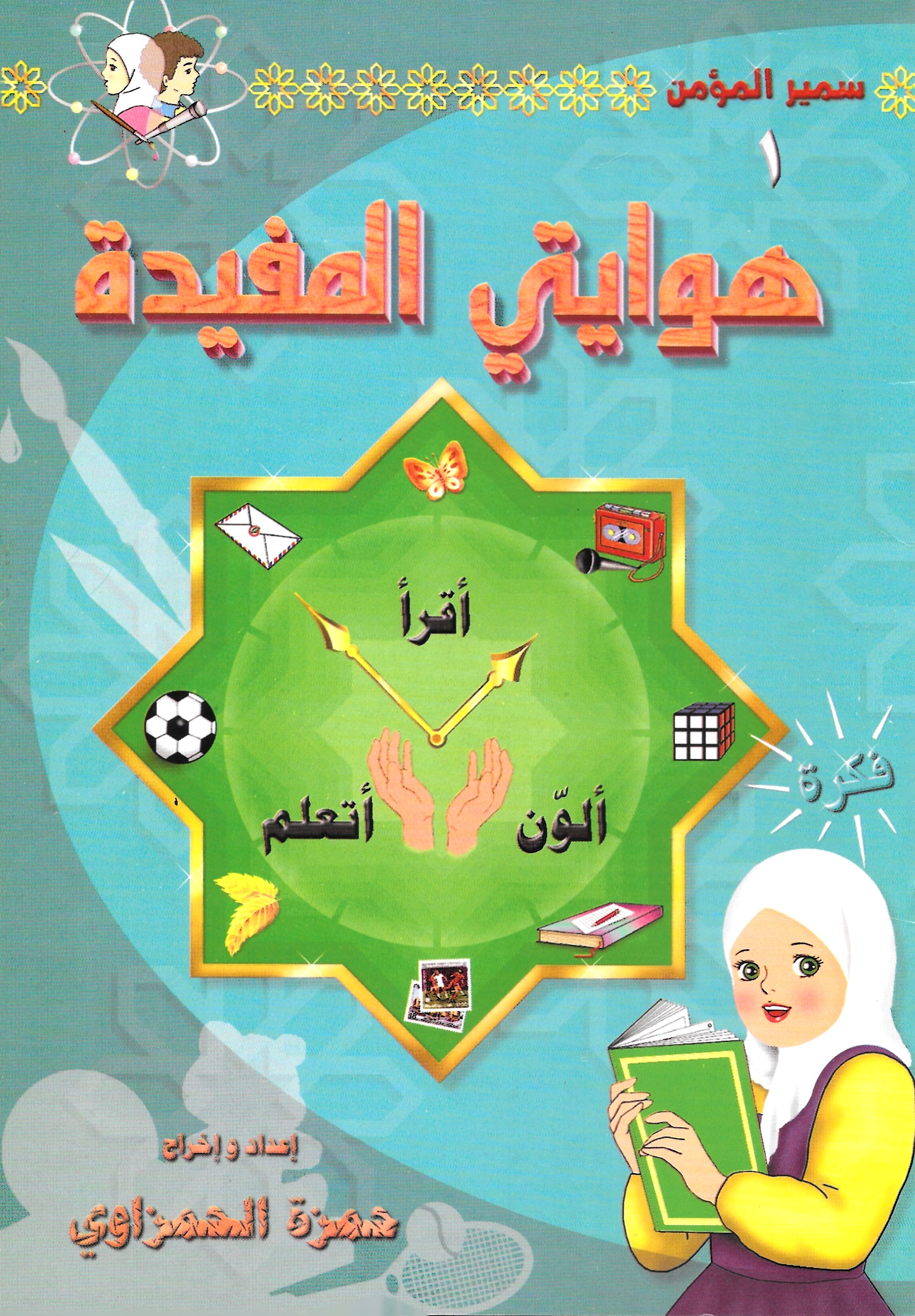
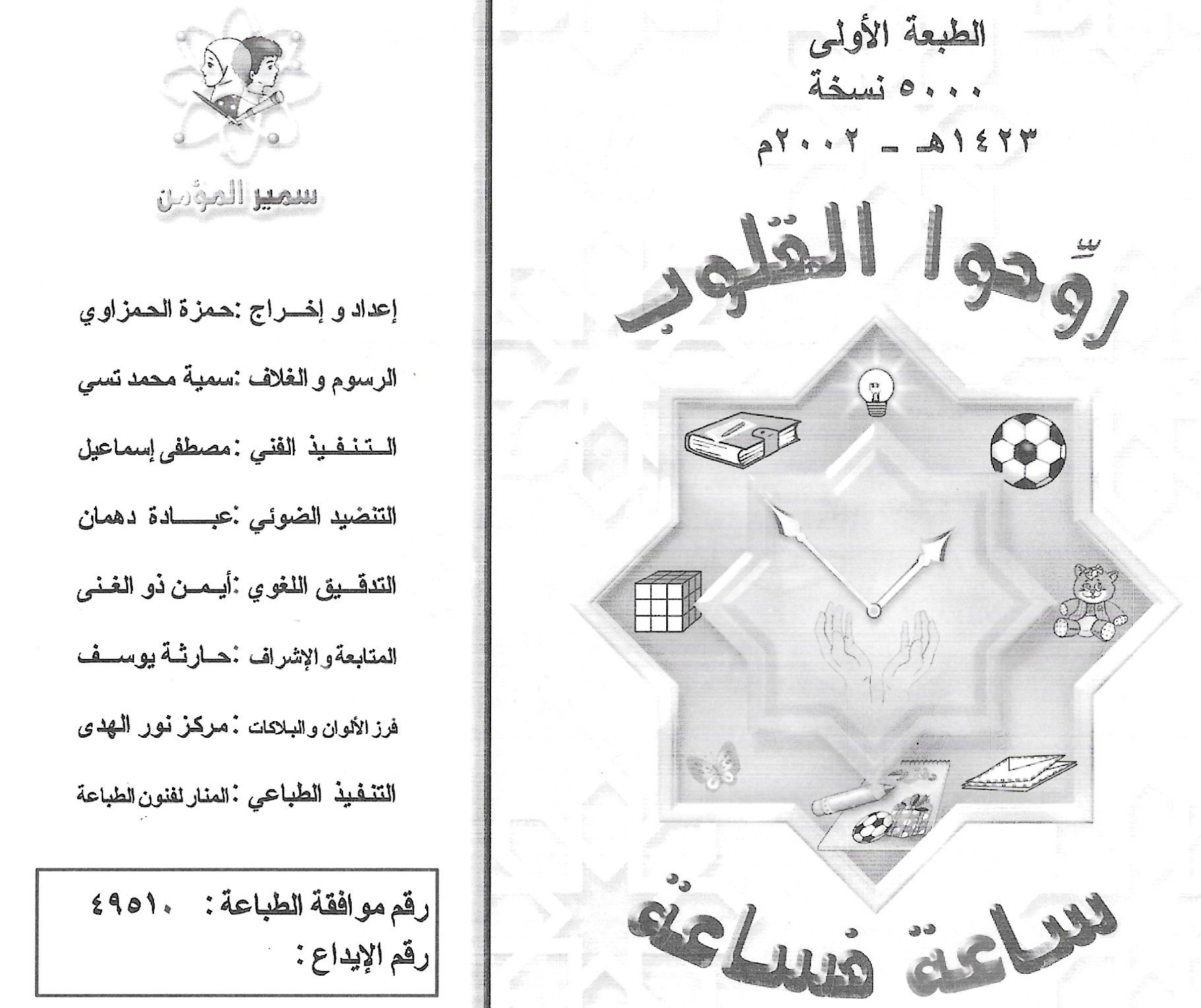
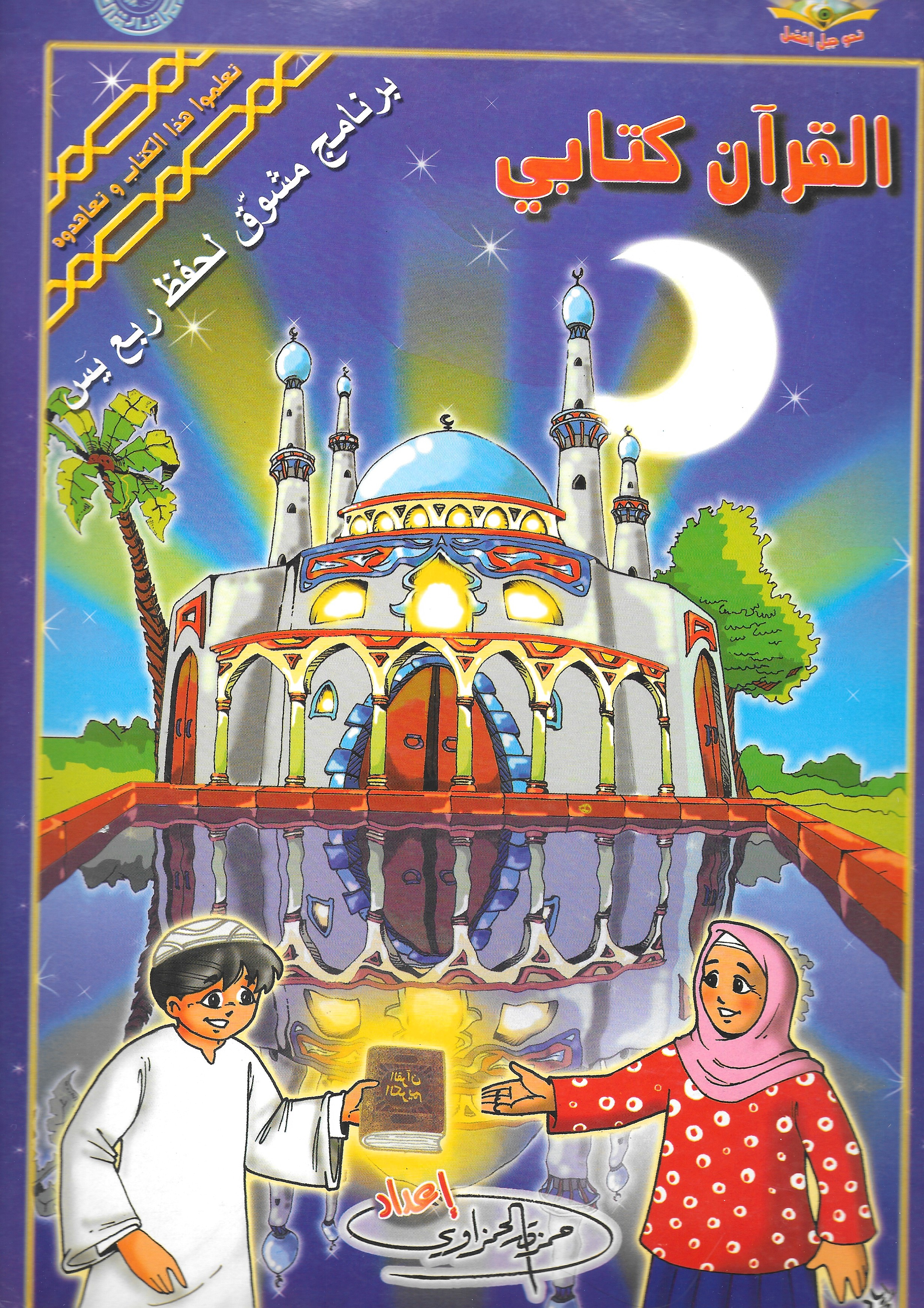
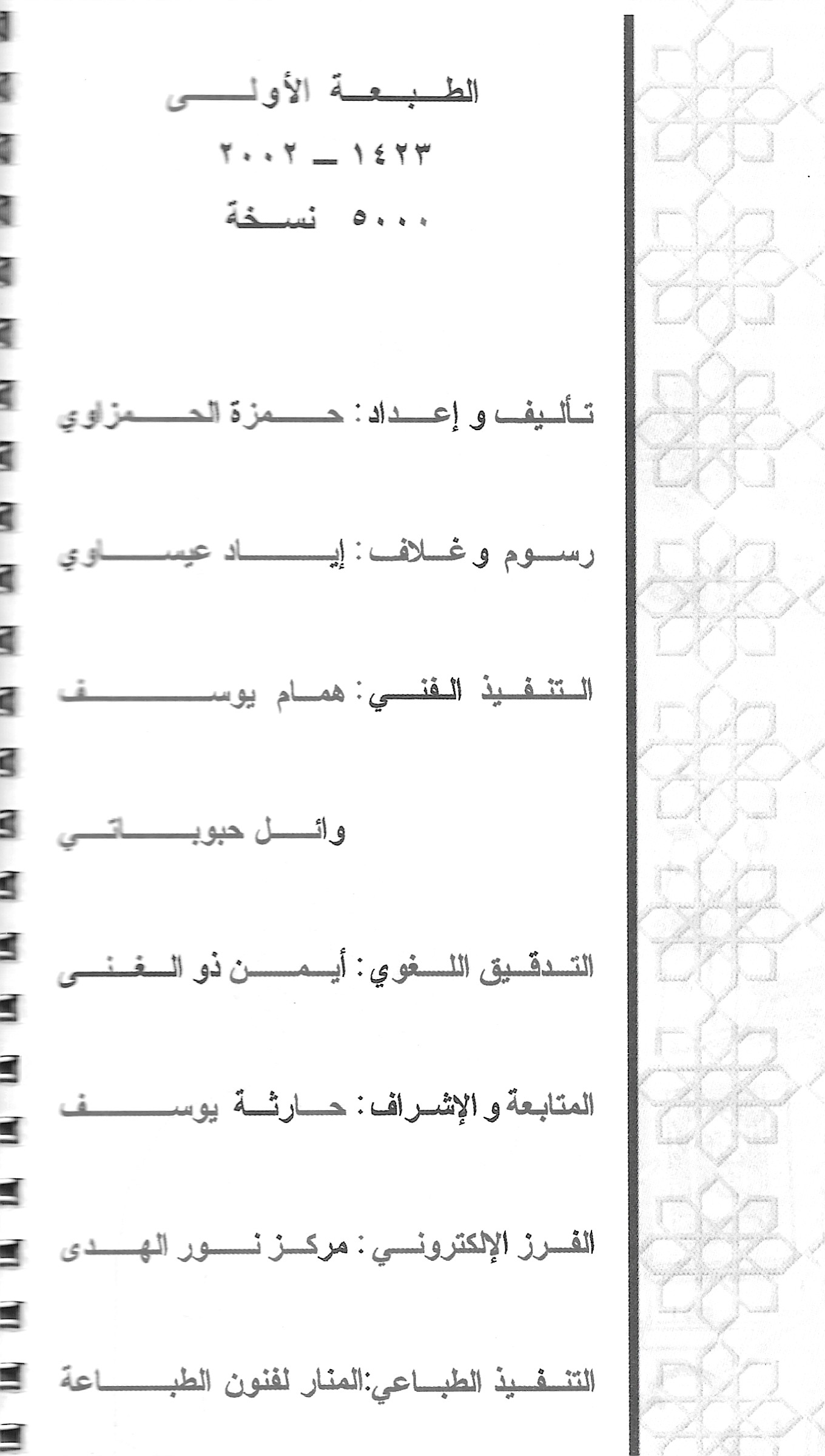
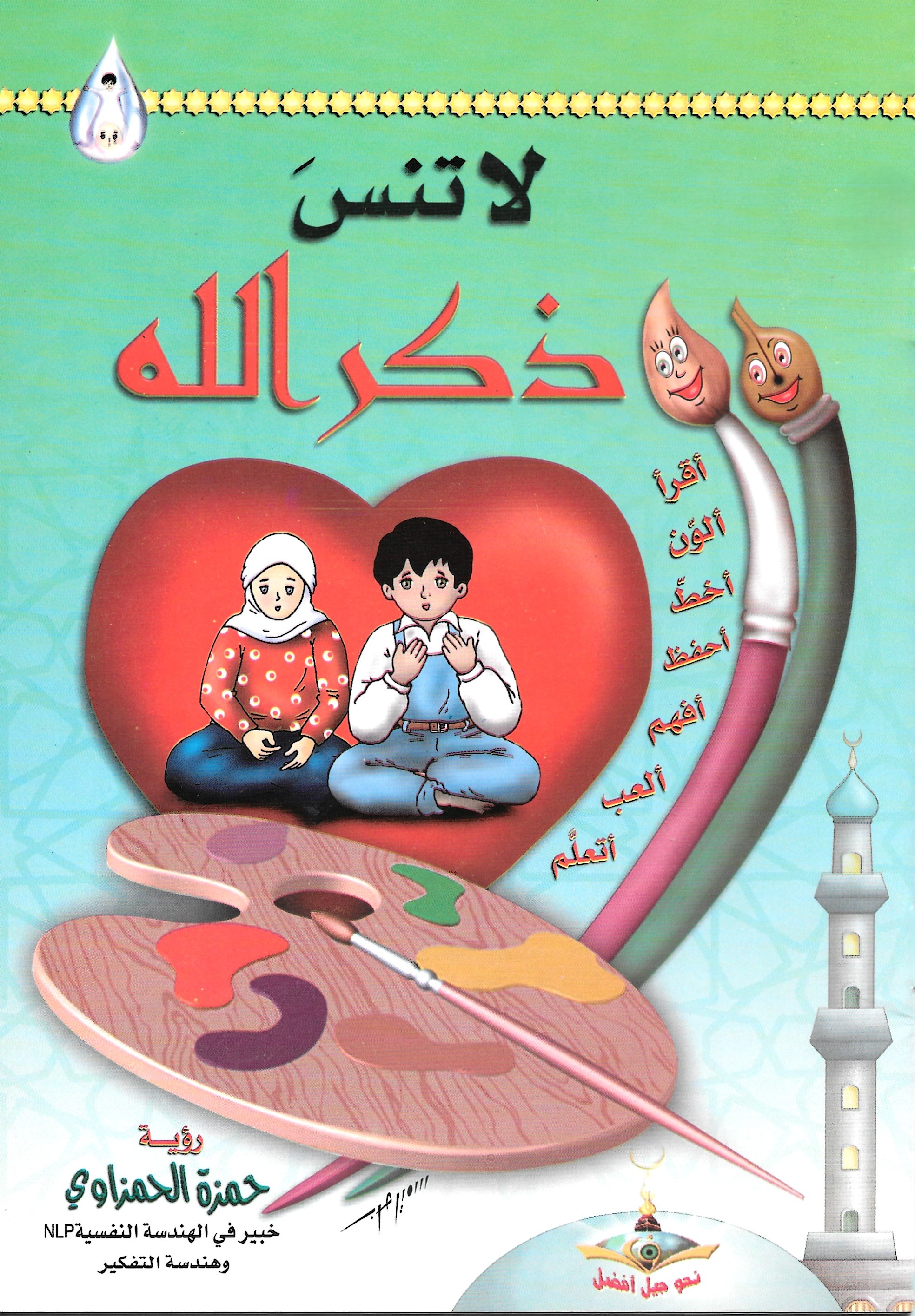
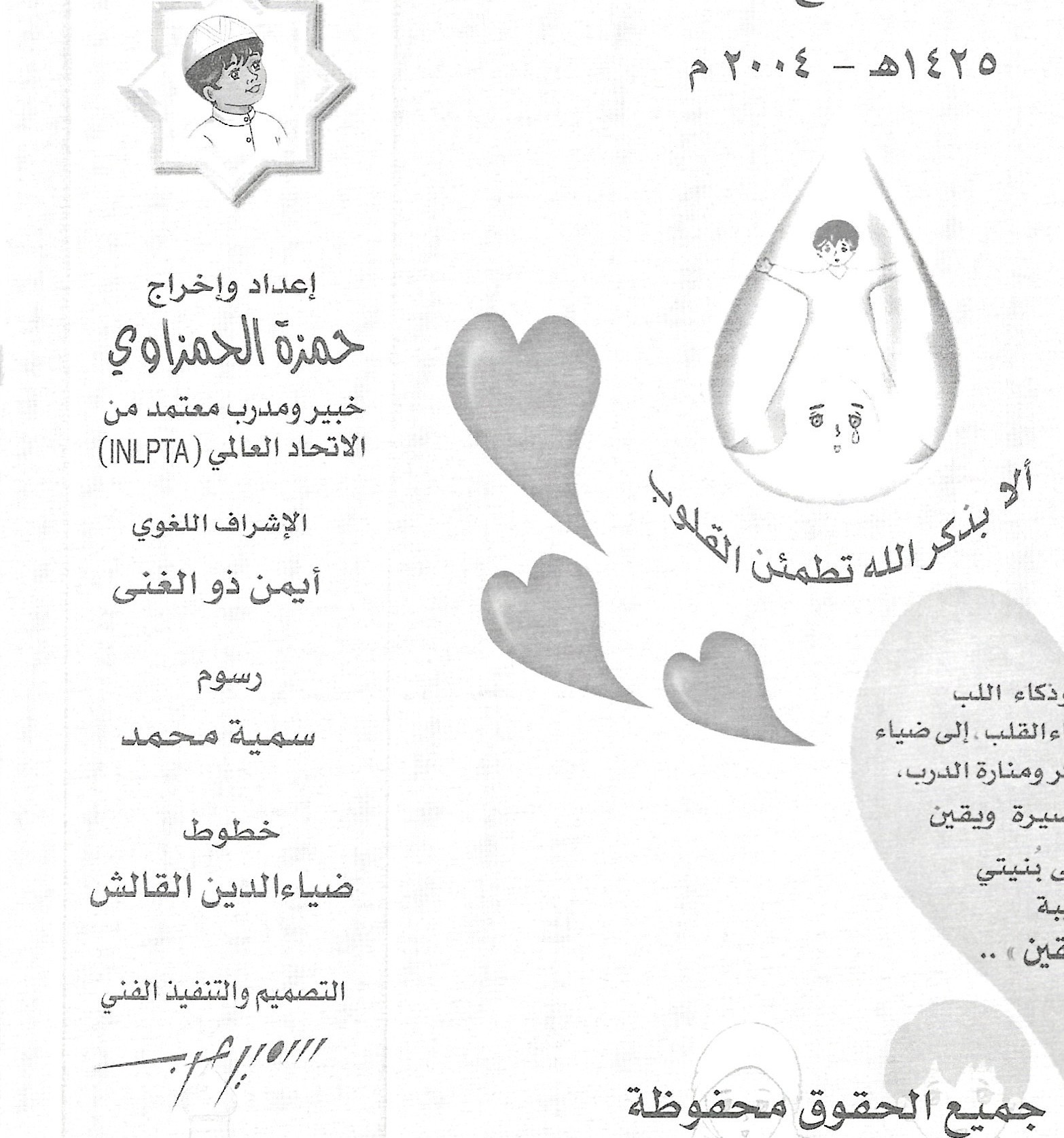

### المقالات
نشر عشَرات المقالات في اللغة والأدب والنقد والسير والتراجم في مجلات محكمة ومجلات ثقافية وأدبية، وصحف يومية في سورِيَة والسعودية ومصر والكويت والجزائر، ومواقع إلكترونية ثقافية. ومن ذلك ما نشره في مجلة مجمع اللغة العربية بدمشق، ومجلة المخطوط العربي، ومجلة معهد المخطوطات الثقافية، ومجلة الدراسات اللغوية، ومجلة عالم الكتب، ومجلة الفيصل، والمجلة العربية، ومجلة المعرفة، والمجتمع، والرسالة، والفرقان. ومن الصحف جريدة الرياض، والجزيرة، والبصائر.
كما نشر في مواقع إلكترونية عديدة منها: شبكة الألوكة، ورابطة أدباء الشام، ورابطة العلماء السوريين، والرقيم، ورابطة رُواء للأدب الإسلامي، وحكمة يمانية، وطريق الإسلام وغيرها الكثير.

## برامج تلفازية وإذاعية

### شارك فيها

من خاتمة برنامج "تلك شهادتي – الحلقة التاسعة: لي ميونغ باك"

من خاتمة برنامج "عرفة منبر الأرض"

1. هداياتٌ من مُصحَف التدبُّر، أُذيعَ من إذاعة نداء الإسلام بمكة المكرَّمة، في موسم حج عام 1438هـ. شارك في الإعداد والتقديم.
2. تلك شهادتي، عُرض على قناة الثقافية السعودية، الموسم الأول (13 حَلْقة)، 2023. شارك ضمن فريق البحث والإعداد وكتابة المحتوى.[35]
3. عَرَفة مِنبَر الأرض، إنتاج هيئة الإذاعة والتلفزيون في المملكة العربية السعودية (14 حلقة)، عُرض على القناة السعودية في موسم حج 1445هـ. كتب النصوص والسيناريو.[36]

### استُضيف فيها
1. برنامج معالي، قناة المجد الفضائيَّة، استضافه د.عبد الكريم بكَّار مع ولده أحمد، وقدَّمه تركي الظفيري، في حَلْقة أُذيعت مساء الاثنين 19 ربيع الأول 1430هـ، على الهواء مباشرة، عنوان الحلقة: (مبادئ النجاح)، تحدَّث فيها عن طريقة د. عبد الله الدنَّان في نشر الفصحى بالفطرة، وتجرِبته في إكساب ولده أحمد الفصحى، وأُجريَ حوارٌ مع أحمد أيضًا.[37][38]
2. برنامج بيت الرسالة، قناة الرسالة الفضائيَّة، استُضيف في حَلْقة بمناسبة اليوم العالمي للغة العربية، عنوان الحلقة: (أثر اللغة العربيَّة الفصحى في تهذيب الأطفال)، قدَّم البرنامج علي الحربي، وبُثَّت الحلقة على الهواء مباشرة، الساعة الخامسة من مساء الخميس 26 صفر 1436هـ الموافق 18 ديسمبر (كانون الأول) 2014م.[39]
3. برنامج عالَم قَصص، قناة مجد للأطفال، إعداد مروان خالد، استُضيف في حَلْقتَين.

## مؤتمرات وندَوات
1. المؤتمر السابع للهيئة العامَّة لرابطة الأدب الإسلامي العالمية، بالقاهرة، في المدَّة من 13- 15 رجب 1426هـ الموافق 18- 20 أغسطس (آب) 2005م.
2. ندوة (منهج الأدب الإسلامي في أدب الأطفال)، أقامها المكتب الإقليمي لرابطة الأدب الإسلامي العالمية بالرياض، في مركز سعود البابطين الخيري للتراث والثقافة، في المدَّة من 1- 3 صفر 1427هـ الموافق 1- 3 مارس (آذار) 2006م. وكان فيها عضو اللجنة التنظيمية، ومقرِّر الجلسة الثالثة، مساء الخميس 2 صفر 1427هـ، وكان مديرَها د. محمود حسن زيني.[40]
3. المؤتمر الثامن للهيئة العامَّة لرابطة الأدب الإسلامي العالمية، بإستانبول، في المدَّة من 11- 13 رجب 1429هـ الموافق 13- 15 أغسطس (آب) 2008م. وكان مقرِّرَ جلَسات المؤتمر.
4. ندوة نقاشية بعنوان (اللغة العربية والإعلان) أقامها مركز الملك عبد الله العالمي لخدمة اللغة العربية بالرياض، في 12 و13 جُمادى الآخرة 1434هـ.[41]

## جوائزه وتكريمه
- فاز بجائزة القارئ النَّهِم التي تُقدِّمها دار الفكر بدمشق سنويًّا برعاية وزير الثقافة السوري آنذاك د. رياض نعسان آغا، عام 2008.[42]
- كرَّمه منتدى ثلوثية بامحسون الثقافي برعاية الشيخ عبد الله سالم باحمدان، لمشاركته في موسمه الثقافي، 27 شعبان 1443هـ الموافق 30 مارس (آذار) 2022م.[43]

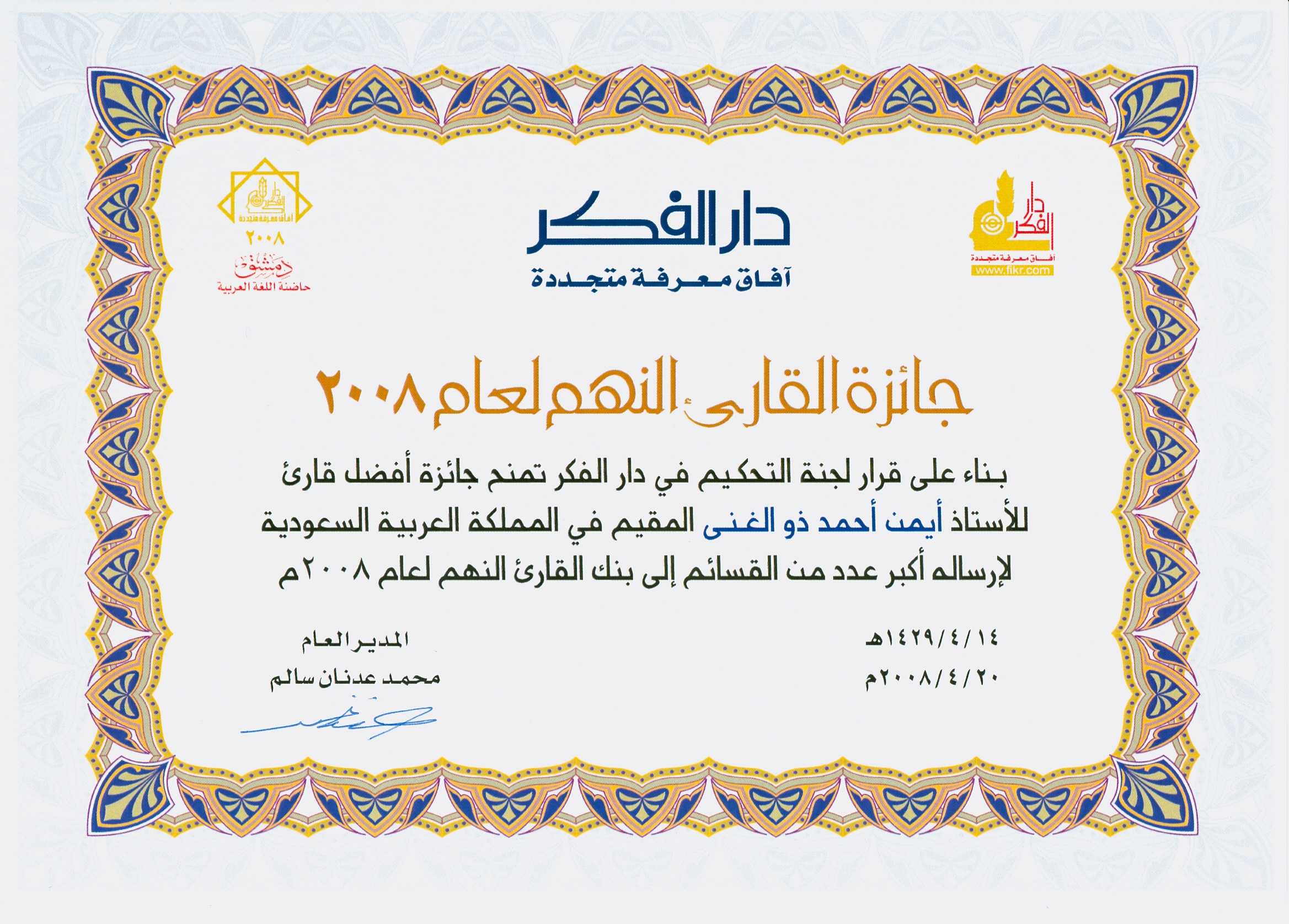
شهادة القارئ النهم عام 2008
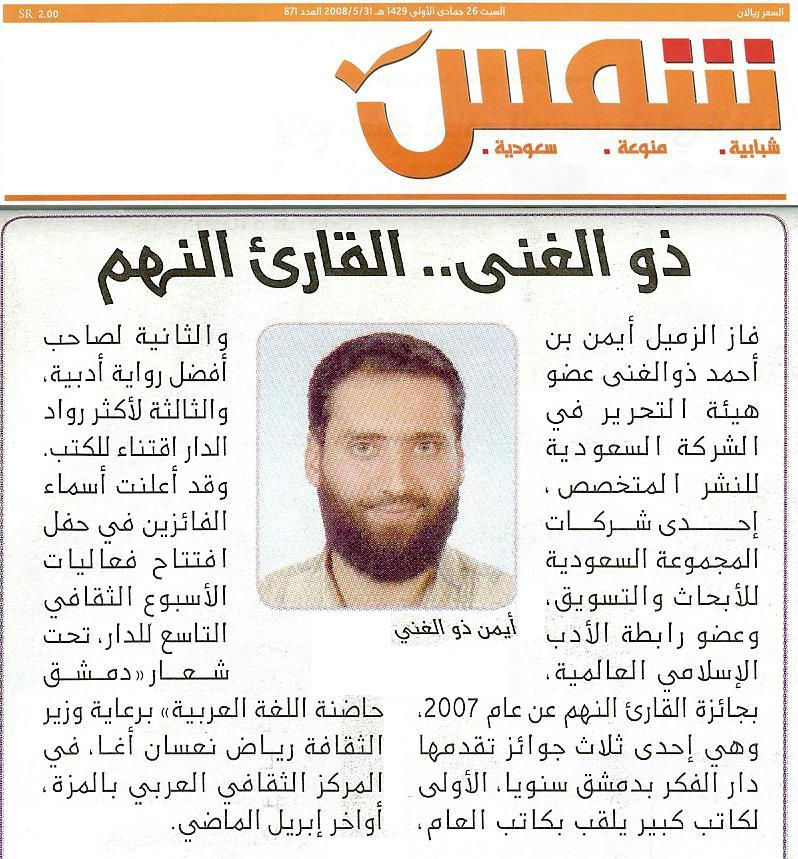
خبر الفوز في صحيفة شمس السعودية
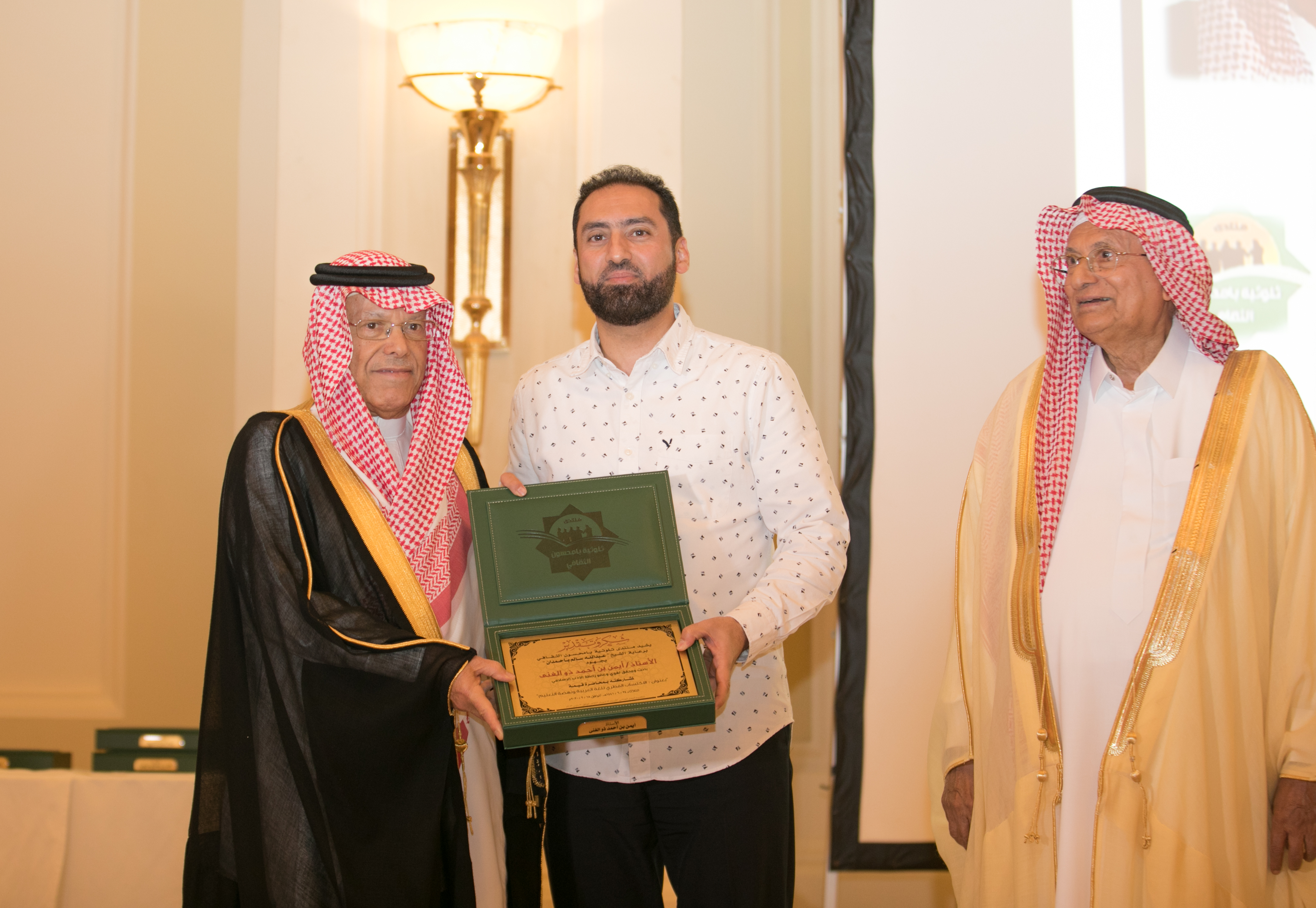
التكريم في منتدى بامحسون الثقافي
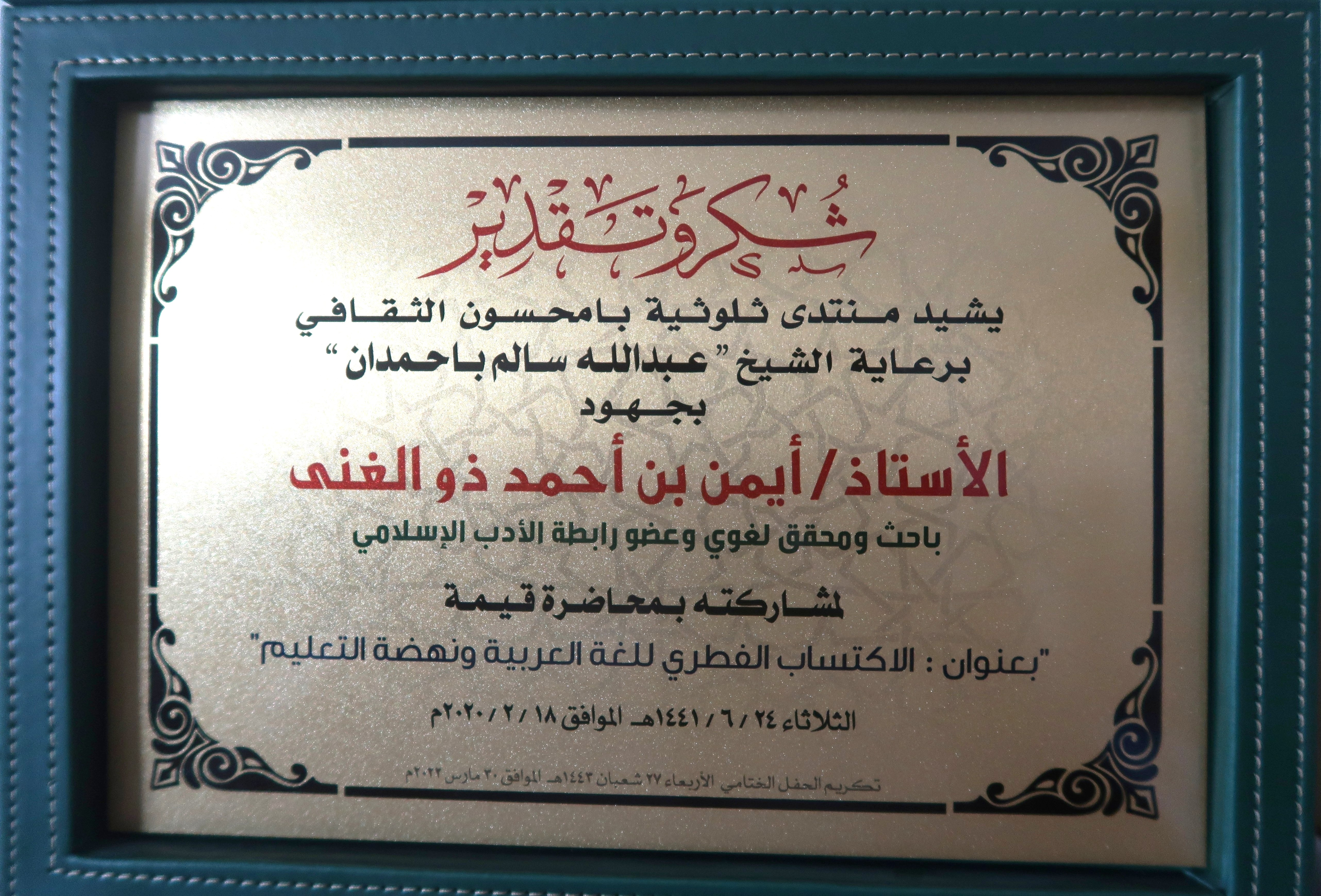
شهادة تكريم منتدى بامحسون

## وصلات خارجية
- اللغة العربية وأثرها في تهذيب الطفل

- الاكتساب الفطري للغة العربية ونهضة التعليم
- د. حسان الطيان يذكر تجربة أيمن ذو الغنى مع الفصحى
- استعمال اللغة العربية الفصحى في الحياة المعاصرة | لقاء مع د. حسان الطيان والأستاذ أيمن ذو الغنى
- تلك شهادتي | الحلقة التاسعة: لي ميونغ باك، من الحلقات التي شارك أيمن ذو الغنى في إعدادها